# 名探偵コナンの漫画エピソード一覧
名探偵コナンの漫画エピソード一覧（めいたんていコナンのまんがエピソードいちらん）では、漫画『名探偵コナン』に登場するエピソードを示す。

## エピソード

### 1 - 10巻
| 話 | エピソード名                     | 目次                                                                              | 収録     | アニメ         | あらすじ |
| -- | -------------------------------- | --------------------------------------------------------------------------------- | -------- | -------------- | --- |
| 1  | ジェットコースター殺人事件       | 平成のホームズ                                                                    | 1巻      | 1              | 幼馴染の毛利蘭と遊園地に遊びに行った工藤新一は、乗り込んだジェットコースターで起こった惨殺事件を解決する。同じコースターに乗っていた黒ずくめの男の取引現場を目撃した新一は、背後からもう1人の仲間に殴り倒されたうえに謎の毒薬を飲まされる。 |
| 2  | 社長令嬢誘拐事件                 | 小さくなった名探偵 仲間はずれの名探偵 6本目の煙突 もう一人の犯人                  | 1巻      | 2              | 謎の毒薬によって肉体が幼児化し、行き場を失くした新一は隣人の阿笠博士に事情を明かす。蘭に見つかるが、咄嗟に江戸川コナンと名乗る。博士のアドバイスで蘭の父親・毛利小五郎が営む探偵事務所に居候することになったコナンは早速、少女の誘拐事件を解決しようとする。                                                                                               |
| 3  | アイドル密室殺人事件             | 迷探偵を名探偵に 血ぬられたアイドル あなたに似た人 不幸な誤解                     | 1巻      | 3              | 小五郎が夢中のアイドル・沖野ヨーコが依頼のために事務所を来訪する。依頼内容は不審なストーカーの犯人を突き止めることで、調査のために彼女のマンションに向かったコナンたちは、部屋の中で背中を刺された男の死体を発見する。 |
| 4  | 赤鬼村 火祭殺人事件              | 割のいい尾行 完璧なアリバイ 写真は語る                                            | 2巻      | 38             | 小五郎が尾行していた男が翌日、群馬県赤鬼村火祭の会場で焼死体となって発見された。容疑者として浮かび上がったのは尾行の依頼主だが、彼には完璧なアリバイがあった。 |
| 5  | 奇妙な人捜し殺人事件             | 行方不明の男 かわいそうな少女 大男を追え！ 悪魔のような女                         | 2巻      | 13 128         | 10億円を強奪した3人組の行方が世間を賑わす中、小五郎の下に山形から来た少女が父親探しを依頼する。最終的に娘は父親と再会するが、翌日になって父親が首吊り死体で見つかり、娘も消息不明に陥る。彼女の行方を追っていたコナンは、別の男が娘の父親と同じ男性の行方探しを別の探偵に依頼していたことを知る。                                                          |
| 6  | 幽霊屋敷殺人事件                 | 恐怖の館 消える子供達 地下室の悪夢                                                | 2巻      | 20             | コナンはクラスメイト3人に誘われ、お化けが現れるという噂のある洋館に向かう。誰も住んでいないはずの館で奇怪な現象が次々と起こる。 |
| 7  | 豪華客船連続殺人事件             | 旗本家の一族 密室の秘密 遺産の行方 一族抹殺 暗闇の仕掛け人 かなわぬ夢             | 3巻      | 22 - 23        | 島への旅行からの帰路に連絡船の時刻を間違え、立ち往生していたコナンたちは結婚式を挙げたばかりの夫婦と出会い、運良く夫婦と花嫁の一家が乗る船に乗せてもらえることになった。晩餐に姿を見せなかった花嫁の一家の総帥が部屋で殺害される。容疑者として浮かび上がったのは花婿だが、その花婿が行方不明になった上に第二・第三の事件も起こる。                         |
| 8  | 月いちプレゼント脅迫事件         | 奇妙な贈り物 同一人物 8月3日の謎 眼前セーフ                                       | 3巻      | 7              | ある外科医に2年前から毎月、大金と中古の玩具とアサガオの花が送られて来るようになった。最後に届いたのは意味不明な手紙で、気になった外科医は小五郎に相談する。 |
| 9  | 美術館オーナー殺人事件           | 甲冑の騎士 ダイイング・メッセージ 書けないペン                                    | 4巻      | 8              | 美術館で深夜に見回りをしていた警備員が、中世の甲冑が歩き回る光景を目撃した。コナンたちはその真相を確かめに行くが、オーナーの死体が発見される。防犯カメラには動く甲冑に襲われるオーナーの映像が残っていた。 |
| 10 | 新幹線大爆破事件                 | はちあわせた二人組 グリーン車の四人 ラスト10秒の恐怖                              | 4巻      | 5              | 知人の結婚式のため、コナンたちは京都に向かう。新幹線の中でコナンは自分に毒薬を飲ませた黒ずくめの男達から新幹線爆破計画を盗み聞きし、爆発物を持たされた取引相手を探し始める。 |
| 11 | 大都会暗号マップ事件             | 暗号表入手!! 暗号解読のABC 答ともうひとつの答 光る魚の正体                        | 4巻      | 4              | 東都タワーに遊びに来たコナンと少年探偵団は、荷物の取り違えで暗号表らしきメモを手に入れる。だが、それはイタリアの強盗団と関わる代物だった。 |
| 12 | 山荘包帯男殺人事件               | 怪人…包帯の男 第一の犠牲者！ 蘭ピンチ！ 暗闇の襲撃！ 殺人鬼の正体！               | 5巻      | 34 - 35        | コナンと蘭は、蘭の親友・鈴木園子の群馬にある別荘に向かう。別荘には園子の姉・綾子と彼女の大学時代のサークル仲間が集まっていた。だが、そのうちの1人が顔を包帯で覆った謎の男に連れ去られ、全身をバラバラに切られて殺害されてしまう。しかも、包帯男は蘭を執拗に狙う。                                                                                          |
| 13 | カラオケボックス殺人事件         | カラオケ殺人！ 自殺か他殺か？ 歌に秘められた謎 すれちがい…                        | 5巻      | 42             | コナンと蘭は、園子の父親のコネでロックバンドの打ち上げに参加した。だが、バンドのボーカリストが歌い終えた途端に苦しみ出したと思うと死んでしまった。 |
| 14 | 江戸川コナン誘拐事件             | 見知らぬ来訪者。 脱出そして追跡。 仮面の下の真実                                  | 5巻 6巻  | 43             | 毛利探偵事務所にコナンの母親と名乗る女性がやって来て、コナンを連れていってしまう。女性を怪しむコナンは彼女の正体を突き止めようとするが、彼女はコナンの正体を知っていた。 |
| 15 | 骨董品コレクター殺人事件         | 三人の訪問客？ 三人のアリバイ 留守番電話の謎 タンスの言葉                         | 6巻      | 16             | 小五郎はコナンや蘭を連れて浮気調査の報告に向かうが、依頼人が中座したまま戻らない。その後、お手伝いが依頼人の死体を発見する。現場は天井から壁、家具まで刀で切り刻まれ、死体にも不審な点があった。 |
| 16 | 消えた死体殺人事件               | 結成！少年探偵団 ナゾの兄弟 動く死体の謎                                          | 6巻      | 15             | コナンはクラスメイト3人と少年探偵団を結成した。最初の依頼は行方不明の猫探しだったが、その途中でバスタブに突っ伏した男性の死体を発見する。すぐさま警察に通報したコナン達だったが、家から死体が消えたため、目暮警部からの信頼を失ってしまう。 |
| 17 | 天下一夜祭殺人事件               | 祭りの夜 アリバイは完璧!? 写真のワナ                                              | 6巻 7巻  | 9              | 小五郎たちが埼玉県の天下一春祭で出会った男が、埼玉県警に殺人の容疑者として疑われていた。コナンは彼が犯人だと確信したが、数枚の写真が彼のアリバイを証明する。 |
| 18 | ピアノソナタ「月光」殺人事件     | 月影島への招待状 ピアノの呪い 残された楽譜 業火の秘密 血染めのボタン 名前の秘密!! | 7巻      | 11 1000 - 1001 | ピアニストから依頼状を受け取ったコナンたちは、その人物がいると言う島へ向かった。ところが島の村役場で調べると、送り主は12年前に焼死していた。そして、間もなく村長選挙が行われるというこの村で連続殺人が起こる。 |
| 19 | プロサッカー選手脅迫事件         | 新一の恋人!! 名探偵 蘭!? 命の時間切れ!? ついに見つけた!!                          | 7巻 8巻  | 10             | 新一の恋人を名乗る女子高生が、新一を探して欲しいと事務所にやってきた。憤る蘭と身に覚えのないコナンは彼女のマンションへ行くが、そこで脅迫と誘拐に関わる。 |
| 20 | 闇の男爵（ナイトバロン）殺人事件 | 闇の男爵 恐怖のウイルス 仮面の下 蘭の涙 風のいたずら!? 落下地点の秘密             | 8巻      | 68 - 70        | コナンたちは阿笠博士の代理で「伊豆ミステリーツアー」に参加する。主催者を見つければ、コンピュータプログラムが貰えるというこのツアーの最中、参加者の1人が闇の男爵の衣装を纏って転落死する。 |
| 21 | 6月の花嫁殺人事件                | 花嫁の悲劇 禁断のレモンティー!? 殺しの理由                                        | 8巻      | 18             | 蘭たちは中学校時代の担任の結婚式に出席。しかし、控え室で大好物のレモンティーを飲んでいた担任が毒で吐血して倒れる。 |
| 22 | 歩美ちゃん誘拐事件               | 危ないかくれんぼ 声を追え!! えっ！本当!?                                          | 9巻      | 12             | 少年探偵団は公園でかくれんぼをしていた。その最中、歩美が公園の外に停まっていた車のトランクに隠れてしまう。探偵団バッジを使って歩美の行方を追うコナンたちは運転手らの会話を聞き、彼らが少女連続誘拐殺人犯と疑う。 |
| 23 | 小五郎の同窓会殺人事件           | 小五郎の同窓会 意外なヒント 弁慶の仁王立ち                                        | 9巻      | 27 - 28        | 栃木の温泉旅館で小五郎の大学柔道部の同窓会が開かれるが、かつてマネージャーを務めていた女性が手に拳銃を握ったまま死んでしまう。 |
| 24 | 資産家令嬢殺人事件               | 花婿選び 忍び寄る影 死体がもうひとつ… 無差別殺人!? 水の時間差トリック             | 9巻 10巻 | 39 - 40        | コナンたちはグループ令嬢の誕生パーティーに参加することになったが、車のタイヤが何者かによってパンクさせられ、山奥の別荘から帰れなくなってしまった。そして令嬢の花婿候補の男性の1人が殺され、蘭までが殺害されかける。 |
| 25 | 外交官殺人事件                   | 西の名探偵 二人の推理 東の名探偵…!? 東の名探偵現る!?                              | 10巻     | 48 - 49        | 新一を訪ねようと西の名探偵・服部平次が小五郎の事務所にやって来た。コナンが新一であることを知らず、ちょうど風邪を引いていたコナンに中国酒・白乾児を飲ませてしまう。時を同じくして、外交官の妻が息子の恋人の素行調査を依頼しに来るが、彼女の自宅では彼女の夫が亡くなっていた。平次が事件の捜査に加わる中、コナンの体に異変が起きる。                         |
| 26 | 図書館殺人事件                   | 熱いからだ 忍び寄る殺人鬼 もう一人の乗客                                          | 10巻     | 50             | 白乾児によって一時的に新一に戻れたコナンは、再び白乾児を飲んで元の体に戻ろうと考える。そんな中、コナンと少年探偵団は立ち寄った図書館で職員が行方不明になったという話を聞く。不審感を覚えた探偵団は夜中、閉館した図書館への潜入調査を開始するが、そこで行方不明の職員が館長に殺されていたことを突き止める。しかし、館長は探偵団を口封じしようと迫っていた。 |

### 11 - 20巻
| 話 | エピソード名                              | 目次                                                                     | 収録      | アニメ    | あらすじ |
| -- | ----------------------------------------- | ------------------------------------------------------------------------ | --------- | --------- | --- |
| 27 | 雪山山荘殺人事件                          | 吹雪が呼んだ惨劇 最後の言葉 話すテーブルクロス                           | 10巻 11巻 | 46        | スキーにやって来た小五郎達は予約していた貸し別荘の鍵を失くしてしまい、偶然通りかかった医学部教授とその部下の医師達の持つ別荘に迎え入れてもらい、何とか難を逃れる。しかし翌日、部屋の中では教授が後ろ手に縛られ正座した姿で亡くなっていた。 |
| 28 | テレビ局殺人事件                          | 生放送中の死 幻の道 緊急推理ショー                                       | 11巻      | 31        | 小五郎は生放送のテレビ番組「日本まる見え探偵局」に出演するが番組終了後、プロデューサーがミーティングルーム内で銃殺される。 |
| 29 | コーヒーショップ殺人事件                  | 大事な人!? 凶器のありか 二つの謎                                         | 11巻      | 32        | 蘭が出かけようとする姿を見かけたコナンはどこに行くのかと質問するが、蘭は「新一とデート」と答える。新一が小さくなってコナンとして生きている今はデートなんて出来る訳がない、と気になったコナンは蘭を追って約束の喫茶店に到着する。そこでデートの相手を見付け出そうとするが、蘭のいない間にトイレで女性客の刺殺体が発見される。 |
| 30 | 霧天狗伝説殺人事件                        | 修行の間 桜と壁の穴 宙に浮く力                                           | 11巻      | 52        | 高尾山へ山桜を見に行った帰り、車がパンクした上に道に迷ってしまった小五郎達は近くの寺に泊めてもらう事になったが、その寺には恐ろしい「霧天狗」の伝説が伝わっていた。翌日、コナン達は天井から首を吊っている和尚を発見する。 |
| 31 | 月と星と太陽の秘密                        | 博士の宝箱 黒い太陽 宝の正体                                             | 12巻      | 163 - 164 | 子供達を喜ばせようと阿笠博士は自身の亡き伯父が遺した洋館を舞台にした宝探しゲームを企画した。少年探偵団はコナンのアドバイスで博士が隠した宝箱を見付けるが、中にあった玩具はナイフで切り裂かれていた。この屋敷に何者かが侵入したのではないかと訝るコナンは「太陽・月・星」の三つの図形で書かれた暗号文を解読し、洋館の秘密を解き明かそうとする。                                                                                           |
| 32 | ゲーム会社殺人事件                        | 突然の遭遇 爆弾の行方 コナンの誤算                                       | 12巻      | 54        | コナン達は小五郎が監修を務めた推理ゲームの発表会へ招待されたが、コナンは会場のホテルで偶然遭遇した謎の大男がジンとウォッカの名を口にしているのを聞く。大男が黒ずくめの組織の仲間だと確信したコナンは彼を追跡しようとするが、大男はホテルのトイレで爆死してしまう。 |
| 33 | ホームズ・フリーク殺人事件                | マイクロフトでの集い 知りすぎていた女 ナゾの爆発 見破られたウソ 本当の姿 | 12巻 13巻 | 57 - 58   | コナンが応募した「シャーロック・ホームズフリークツアー」に当選し、小五郎達はツアーに参加するが、そこには平次も来ていた。ところが主催者であるペンションのオーナーが車に乗って崖から転落する。他殺と確信したコナンと平次だが、その後も事件が発生する。 |
| 34 | 三つ子別荘殺人事件                        | 目撃者は…!? 三つ子の容疑者 哀しき兄弟の絆                                | 13巻      | 72        | 園子に誘われ、伊豆にある別荘のプライベートビーチへやって来た蘭達は園子の姉の婚約者とその父を加えて食事する事になった。ところがその夜、蘭達は婚約者の父が殺される現場を目撃してしまう。目撃した犯人の容姿から容疑者は婚約者かと思われたが、彼が三つ子の三男である事が判明し、長男と次男にも容疑がかかる。 |
| 35 | イラストレーター殺人事件                  | 落ちる死体 疑惑の自殺 花と蝶                                             | 13巻      | 60        | 小五郎達は画家の画集の対談の打ち合わせに来たがその日、画家は不倫相手の新人イラストレーターを自殺に見せかけて殺していた。 |
| 36 | 大怪獣ゴメラ殺人事件                      | 逃亡者 怪獣ゴメラの悲劇 去りゆく後ろ姿                                   | 13巻      | 63        | 阿笠博士の友人で子どもに人気の怪獣映画「ゴメラ」を作っている監督の許可を得てコナンと少年探偵団は撮影現場に見学に来た。その途中、コナン達はゴメラの着ぐるみを着た何者かがプロデューサーを刺殺する瞬間を目撃してしまう。 |
| 37 | 追いつめられた名探偵！ 連続2大殺人事件[1] | 写真があった!! 電話の数字 事件はこれから!?                               | 14巻      | 96        | 眠っているコナンの眼鏡を外した蘭はその顔に見覚えがある事に気付く。一方、英理の紹介で毛利探偵事務所にやって来た女性から、亡くなった夫の死の真相を突き止めて欲しいとの依頼を受けた小五郎達は彼女の屋敷へと向かった。いつも通り小五郎の推理をフォローするコナンだが、そのせいで正体が蘭に発覚しそうになる。 |
| 38 | 追いつめられた名探偵！ 連続2大殺人事件[2] | 落葉の中の尋問 母さんの胸の中!? コナンの笑み… 有希子の笑み… もう一人の…  | 14巻      | 96        | 新一ではないのかと蘭に詰問され、窮地に陥ったコナンだったが、母・有希子の計らいで何とかその場を凌いだ。翌日、有希子の幼馴染みに頼まれ、コナンと有希子は群馬へやって来た。幼馴染みによればブラジルから帰国したばかりの彼女の叔父の雰囲気が違うような気がすると言う。そんな中、殺人事件が発生する。 |
| 39 | スキーロッジ殺人事件                      | 奇妙な集まり 最後の客 ない!? 消えた凶器 涙で語る真実                     | 14巻 15巻 | 84 - 85   | スキーへやって来た蘭と園子達はそこで仲間とスキーに来ていた小学校時代の恩師と再会する。彼女達に誘われロッジに行くが、猛吹雪で帰れなくなった上に不審な記者の来訪で恩師達の雰囲気が一変。ついには園子が襲われ、恩師の同僚も殺される。手の甲には文字が書き残されており、そこから小学生の死亡事件が浮上する。 |
| 40 | 人気アーティスト誘拐事件                  | 声が似てる!? 狙うは… デュエット!?                                        | 15巻      | 81 - 82   | 探偵団は武道館でライブを行う予定のTWO-MIXの1人・高山みなみと遭遇する。彼女は最近、悪質な嫌がらせに悩まされていると言う。そして探偵団の目の前でTWO-MIXが誘拐されてしまい、コナン達はライブが始まるまでに彼女達を助けようと監禁場所へ向かう。 |
| 41 | 金融会社社長殺人事件                      | 指をペロッ!? 魔法を使った!? 悪魔の呼び声                                 | 15巻      | 75        | 麻雀を楽しむ小五郎は面子合わせに誘った仲間の金融会社の社長がいつまで待っても来ないので迎えに行くが、社長は密室の中で毒殺されていた。 |
| 42 | 名家連続変死事件                          | 血染めの包帯 白き殺人者 真実の電話 炎の絆                                | 15巻 16巻 | 77 - 78   | 小五郎はグループ会長から初恋の人を探して欲しいと言う依頼を受けた。会長は夜中に奇妙な物音や足音がするなどの不気味な現象に見舞われ、不安を募らせているのだと言う。そんな中、社長である婿から助けを求める電話が鳴り、包丁を咥えた包帯男が出現する。その後、遺体が発見され、コナンと平次は殺人として調べる。 |
| 43 | 帝丹小七不思議事件                        | 学校の不思議 誰かいる!?                                                  | 16巻      | 112       | 「生徒を見つめる石膏像」「廊下を猛スピードで走る人体模型」「深夜の教室に怪しい人影」「消えた教頭先生」など帝丹小学校の怪現象に少年探偵団が挑む。 |
| 44 | コナンvs.怪盗キッド                       | 邂逅 消滅 気配 終極                                                      | 16巻      | 76        | 世間を騒がせる「怪盗1412号」が鈴木財閥が所有する世界最大の黒真珠を盗むと予告して来た。コナンは密かに「怪盗1412号」こと怪盗キッドを追うが、キッドの駆使する手品と変装術に苦戦を強いられ、遂には黒真珠がキッドに奪われてしまう。 |
| 45 | 名陶芸家殺人事件                          | 陶芸家達の企み 動かぬ証拠 音で殺す!?                                     | 16巻 17巻 | 98 - 99   | 小五郎のファンである人間国宝の陶芸家が発表する予定の新作の壺を嫁が割ってしまう。翌朝、焼き物が割れる音と共に彼女の首吊り死体が発見される。 |
| 46 | スキューバダイビング殺人事件              | 三つの謀 逃げた凶器 忘れちゃいない                                       | 17巻      | 114 - 115 | 蘭の計らいで小五郎は伊豆のビーチで英理と鉢合わせる。そこで出会ったスキューバダイビングサークルの大学生の1人が溺れ、伊豆の海域には生息していないはずのエラブウミヘビに咬まれて重体となる。 |
| 47 | 強盗犯人入院事件                          | どうしよう!?                                                             | 17巻      | 91        | 階段から落ちて入院した小五郎の見舞いに来たコナンと探偵団は隣のベッドの患者を見舞いに来た男の様子がおかしい事に気が付く。 |
| 48 | 盗賊団謎の洋館事件                        | 時計が… 鬼が出た!? L・N・R                                               | 17巻      | 104 - 105 | 名前しか分からない人物から依頼の手紙を受け取った小五郎達は依頼者の待つ洋館に向かう。だが、動物好きだった腕利きの時計職人が遺した館で奇妙な出来事や巧みに仕掛けられた謎が次々と出てくる。 |
| 49 | 時代劇俳優殺人事件                        | 役者が揃った 同じはずなのに… 二つの部屋                                  | 17巻 18巻 | 102 - 103 | TVドラマで探偵役を演じる為、小五郎の意見を参考にしたいと言う俳優が自分の住むマンションに小五郎を招く。すると隣のベランダに彼の妻の死体が倒れ込んで来る。 |
| 50 | 初恋の人思い出事件                        | 初恋の人… 燃える真実 心は開く!?                                          | 18巻      | 100 - 101 | 蘭達の先輩の誕生日パーティーにコナン達が招待された。その先輩は新一の初恋の人らしく、蘭は複雑な気持ちを抱く。しかし、カラオケに行っている最中に会場の貸し別荘が火事になり、その中には眠ってしまった先輩が取り残されていた。 |
| 51 | 黒の組織から来た女 大学教授殺人事件[1]    | 転校生は… 黒ずくめの女 コードネーム・シェリー                            | 18巻      | 129       | コナン達のクラスに灰原哀と言う少女が転校して来た。彼女を仲間に加えた探偵団は早速、行方不明になった兄を探して欲しいと言う依頼を受ける。依頼者の少年から黒ずくめの女の存在を聞かされたコナンは今度こそ追いつめようと意気込む。 |
| 52 | 黒の組織から来た女 大学教授殺人事件[2]    | 偽りの少女 チェックメイト どうして…                                      | 18巻 19巻 | 129       | 灰原哀の正体はコナンが飲まされた薬「APTX4869」の開発者・宮野志保だった。彼女はコナンと同じ薬を飲んで体が幼児化し、黒ずくめの組織から逃げ出して、阿笠博士に匿われていたのだ。APTX4869の解毒薬を作るには薬のデータが入ったフロッピーディスクが必要で灰原の姉・宮野明美の大学の教授がそのフロッピーディスクを持っていると言う。コナン達はフロッピーディスクを手に入れる為に静岡に住む教授の自宅へと向かうが、そこで教授の死体が発見される。 |
| 53 | ミステリー作家失踪事件                    | 蒸発した文士 1/2の頂点 フランスにて…                                     | 19巻      | 116 - 117 | 人気のシリーズ小説「探偵左文字」の作者が妻と共に失踪した。2ヶ月間何の連絡もない事を不審がる娘は小五郎に調査を依頼し、やがてコナンは作者の書いた小説の中に隠されたメッセージを見つける。 |
| 54 | 浪花の連続殺人事件                        | 食いだおれの街 四人目の財布 財布の中の… 免許証の秘密                     | 19巻      | 118       | 平次に誘われて大阪見物にやって来た小五郎達だが、パトカーを借り切っての見物の途中、パトカーのボンネットに男の死体が落下し、被害者の体には大阪府内で発生している連続殺人と同じ痕跡が残されていた。 |
| 55 | 競技場無差別脅迫事件                      | 狙われたボール 5万6千人の人質 遠くからの眼                               | 19巻 20巻 | 130 - 131 | 国立競技場へサッカー観戦に来た少年探偵団だったが、試合中にサッカーボールが弾んで空気が抜ける。サッカーボールの所に行ったコナンはそこで銃弾を発見し、更にサッカーボールを撃った犯人は5000万円をテレビ局に要求して来る。そして犯人は観客を避難させたり試合を中断させたら、銃を無差別に乱射すると宣言した。 |
| 56 | 奇術愛好家殺人事件                        | 逃げろ! 雪原の中で… 怪しい動き 探索 発露                                 | 20巻      | 132 - 134 | 園子がインターネットで知り合った「奇術愛好家連盟」のメンバーとオフ会をする事になり、蘭も誘われた。ラジオを通してメンバーの1人が自宅で殺された事を知ったコナンはロッジへ戻るが、ロッジへの唯一の道である吊り橋が燃やされ、陸の孤島と化したロッジで第2の殺人が起こる。 |
| 57 | バスルーム密室事件                        | サヨナラ… 証拠が見える 姉想い…                                           | 20巻      | 121 - 122 | 沖野ヨーコのコンサートのチケットを落としてしまった小五郎は偶然知り合った女性からチケットを譲ってもらえる事になったが、彼女の家へ妹を迎えに行くと妹は密室状態の風呂場で手首を切って亡くなっていた。 |

### 21 - 30巻
| 話 | エピソード名                                  | 目次                                                                | 収録      | アニメ    | あらすじ |
| -- | --------------------------------------------- | ------------------------------------------------------------------- | --------- | --------- | --- |
| 58 | 青の古城探索事件                              | 孤城への誘い そしてまた… カウントダウン 象牙の塔                    | 20巻 21巻 | 136 - 137 | キャンプに出かけたものの阿笠博士がテントを忘れたため、少年探偵団は立ち往生してしまう。運良く近くで見つけた西洋風の古城に泊めてもらえることになった少年探偵団だったが、隠し扉に入ったコナンが階段を降りた先で白骨化した死体を発見し、背後から迫っていた何者かに襲われてしまう。少年探偵団や阿笠博士はいなくなったコナンを探すが、途中で歩美と哀を除く3人も次々と姿を消す。 |
| 59 | 空飛ぶ密室 工藤新一最初の事件                 | 最初の挨拶 大空の密室 最後の切り札 胸に秘めて…                      | 21巻      | 162       | 探偵団達は博士が懸賞で当てた飛行機旅行に参加した。飛行機の中で目を瞑った蘭は1年前の事件を思い出す。飛行機でロサンゼルスに向かった彼女と新一だが、客の苦情でトイレに向かったスチュワーデスが便座に座り込んで息絶えた乗客の遺体を発見し、飛行機の中で起きた殺人事件に新一が挑む。 |
| 60 | 本庁の刑事恋物語                              | 桜田門の変!? 警部の推理 意外な敵（ライバル）                        | 21巻      | 146 - 147 | 探偵団は古城で起きた事件の参考人として警視庁に呼ばれていた。同じ頃、銀行強盗の重要参考人としてある夫婦が呼ばれていたが、妻の到着が遅れていた。夫が電話をかけると受話器から突然悲鳴が聞こえて来る。事態を重く見た佐藤刑事と高木刑事がコナンと共に夫婦の家に押しかけると、背中にナイフを突き刺された妻の刺殺体があった。 |
| 61 | 結婚前夜の密室事件                            | 東京日和 おそろいや 証拠は… かかった獲物                            | 21巻 22巻 | 141 - 142 | 母の代理で結婚式に出席することになった平次と和葉が東京見物に来る。コナン達を引き連れ明治神宮を訪れていた一行は出席予定の結婚式の花嫁と嫁ぎ先の執事に出会う。誘いを受け、一行は彼らの屋敷に泊まることになるが、執事が殺害される。 |
| 62 | 上野発北斗星3号                               | 北斗星 馬脚を露わす!? to be continued… 終着駅                       | 22巻      | 144 - 145 | 豪華客船連続殺人事件で知り合った女性から寝台列車『北斗星』のチケットを貰い、小五郎達は北海道へ行くことになった。ところが何故かその列車内で新一の父・優作が過去に紛失した小説と同じ筋書き通りに殺人事件が起こる。いつものように事件を調べ始めたコナンは偶然にも列車に乗り込んでいた母・有希子と出会う。 |
| 63 | 園子のアブない夏物語                          | それゆけ園子 眠り姫 蹴撃の貴公子                                    | 22巻      | 153 - 154 | 園子と蘭はナンパ目的で伊豆のビーチへやって来た。今回はお金持ちに見えないようにしたつもりの園子だったが、ナンパされるのは蘭ばかりで園子は不機嫌になってしまう。そんな中、園子はナンパを受けるが、すぐ近くで茶髪の女性が刺殺されるという事件が起こり、園子が次の標的にされてしまう。 |
| 64 | 最後の上映殺人事件                            | チネ・チッタ 鏡の中の真実 夢の場所                                  | 23巻      | 138 - 139 | ゴメラの映画を見に来た少年探偵団だが、閉館間近の映画館はチンピラ同士が喧嘩をするなどの良くない噂も多い。そんな中、解体後の映画館を買う予定の不動産屋が上映中に首吊り死体で発見される。 |
| 65 | 二十年目の殺意 シンフォニー号連続殺人事件     | 影の計画師 殺意は燃えて… 意外な標的 波濤に消ゆ… これが真実 証人生還 | 23巻      | 174       | クイズに正解し、小五郎達は小笠原のイルカツアーに行くことになった。そのツアーには小五郎の元上司や平次も参加しており、乗客名簿には時効寸前の4億円強盗殺人事件の主犯で「影の計画師」の異名を取る人物の名もあり、乗客のほとんどが犯人と何らかの関係を持っていた。そんな中、客船内で殺人事件が発生し、平次も海に落とされて行方不明になる。 |
| 66 | 本庁の刑事恋物語2                             | 捜査開始!! 現場検証 カウントダウン                                  | 23巻 24巻 | 156 - 157 | 少年探偵団は無人のビルで劇の練習をしていた。そこへ突然、手錠をかけられた男と拳銃を持った佐藤刑事が乱入してくる。彼女に追われていた手錠の男は殺人事件の容疑者で連行中に逃走したらしい。無事身柄を確保したものの、彼は無罪を主張しており、彼の言い分を信じた佐藤刑事はトラブルで動けなくなった自分の代わりに高木刑事と探偵団を向かわせる。 |
| 67 | 暗闇の中の死角                                | あと半年… 闇の中… 信じられぬ接点 最後の心                           | 24巻      | 170 - 171 | 小五郎の健康診断の検査結果を聞きに新出医院へやって来た3人は医学について語らいたいという院長の誘いを受け、夕食を食べていくことになった。そして、なぜか新出医師の長男・智明を見て蘭は頬を赤らめる。そんな中、停電が起こり、入浴中の院長が感電死する。 |
| 68 | 黒の組織との再会                              | 裏切りの街角 漆黒の葬列 突然の別れ 過去からの銃弾 白の世界          | 24巻      | 176 - 178 | 街で待ち伏せていたジンに殺されるという不吉な夢を見た哀は探偵団の面々を組織に巻き込む訳にはいかない、と米花町を去ることを考える。そんなある日、町で偶然50年前のクラシックカーである黒のポルシェ356Aを見つけたコナンは物珍しそうにそれを眺めるが、哀はそれがジンの愛車でもあることを恐ろしげに告げる。ジンとウォッカを見て確信したコナンたちはそのポルシェに盗聴器と発信機を付けて追跡し、ホテルに到着。盗聴器で組織のメンバー・ピスコによる暗殺計画を知り、阻止しようとする。 |
| 69 | よみがえる死の伝言 （ダイイング・メッセージ） | 仲間外れ!? 死者は語らず 手探りの言葉                                | 25巻      | 172 - 173 | スケート中にコナンと蘭達は5人のクレー射撃仲間と出会う。その後、トイレに行った園子は射撃仲間の射殺体を発見してしまう。現場には壁に残された「S」の文字、携帯電話に残された「KIX」の文字があった。 |
| 70 | 鳥取クモ屋敷の怪                              | 蜘蛛屋敷 恐怖を見た 平次の叫び 平次の怒り 言葉にできない            | 25巻      | 166 - 168 | 事件の依頼を受けて、平次と和葉、小五郎達は鳥取県の家へやって来た。地元では「絡繰峠の蜘蛛屋敷」と噂されるその屋敷で当主の男がその地方に残る昔話「蜘蛛御前」になぞらえたかのように殺された。 |
| 71 | 命がけの復活 [洞窟の探偵団/負傷した名探偵]    | 手負いの探偵団 心強き名探偵達 一つの確信                            | 25巻      | 188 - 189 | キャンプにやって来た少年探偵団は薪集めに森の中へ入ると鍾乳洞を発見する。徳川の埋蔵金が隠されているのではないかと意気揚々と入っていくが、そこで仲間を殺害した強盗犯の一味と出くわしてしまう。拳銃で撃たれたコナンを抱えながら元太達は強盗犯から逃げつつ鍾乳洞から脱出しようとする。 |
| 72 | 命がけの復活 [第3の選択/黒衣の騎士]           | 迷える心 突然の侵入者 覆われた真実 命懸けの復活                     | 26巻      | 190 - 191 | コナンの正体が新一であると確信した蘭は帝丹高校の学園祭に参加するが、蘭のクラスが担当する劇の上演中に客席にいたOBが死亡する。捜査の中、元の体に戻った新一は平次と共に事件に挑む。 |
| 73 | 命がけの復活 [帰ってきた新一…&約束の場所]     | 束の間の休息 穏やかな時間 思い出の場所                              | 26巻      | 192 - 193 | 学園祭も終わり、新一に戻ったコナンは新一が側にいることに安堵する蘭を展望レストランでの食事に誘う。同じビルではゲーム会社のパーティーが行われていたが、その社長がエレベーター内で殺された。事件を嗅ぎ付けた新一は蘭を席に残して現場へと向かう。 |
| 74 | 意味深なオルゴール                            | 琴線に触れた!? 消えた音 春よ来い？                                  | 26巻      | 194 - 195 | 女子大生がベル友を探して欲しいと事務所へ依頼に来る。手がかりは相手のポケベルと音が所々途切れたオルゴールだと言う。小五郎達は相手の家に向かうが、ポケベルの持ち主は既に亡くなっていた。更にその家で不審な出来事が起こる。 |
| 75 | 容疑者・毛利小五郎                            | 身から出た錆 重要参考人 思い切って…                                 | 27巻      | 199 - 200 | 軽井沢に遊びに来た小五郎達は偶然通った洋品店で男にネクタイを合わせている英理と遭遇するがその夜、英理の仕事仲間の1人である女性弁護士がホテルの密室内で絞殺され、同じ部屋で熟睡していた小五郎が容疑者となる。 |
| 76 | 本庁の刑事恋物語3                             | 18年前の男 囚われた刑事 時効成立                                    | 27巻      | 205 - 206 | 歩美は夜中、東京を騒がせている連続放火事件の犯人を目撃し、翌日コナン達は警視庁へ連絡に行くが、その日は佐藤刑事の父が18年前の強盗殺人事件を調査中に事故死した命日だった。殺人まで犯した放火犯の行方を追う白鳥警部と高木刑事だったが、その最中に高木が拉致されてしまう。 |
| 77 | バトルゲームの罠                              | 試合開始 TTX… 試合終了                                              | 27巻      | 226 - 227 | 放課後、ゲームセンターでプリクラを撮っていた蘭達は帝丹高校の新人英語教師・ジョディに遭遇する。彼女と一緒にゲームセンターのゲームを楽しむ蘭達は格闘ゲームのチャンピオンである2人の男性に出会うが、その内の1人が格闘ゲームの対戦中に毒死してしまう。 |
| 78 | きのこと熊と探偵団                            | 呉越同舟 小さな標的 殺意の真意                                      | 27巻 28巻 | 212 - 213 | 松茸狩りにやって来た少年探偵団だったが、松茸に目の眩んだ元太が狩猟区域へ入ってしまう。元太を探そうとコナン達も二手に分かれるが、哀と光彦がハンターの死体を発見し、殺人犯に狙われてしまう。 |
| 79 | 偽りだらけの依頼人                            | 偽りの人 一握りの証拠 恐怖の女                                      | 28巻      | 220 - 221 | 毛利探偵事務所に人探しを依頼に来た女性・池波静華の矛盾した言動や探偵に頼むまでもないような依頼内容にコナンは不信感を抱く。そして、彼女が探していた静岡に住む男性の自宅へ向かうと、彼が静華の写真を握り締めて死んでいた。 |
| 80 | そして人魚はいなくなった                      | 人魚の呪い？ 命様の予言 悪魔の矢 最後の一矢 報われぬ心              | 28巻      | 222 - 224 | 平次達は「人魚の棲む島」と謳われる福井県若狭湾沖の島へ行くが、そこで連続殺人の幕が開く。 |
| 81 | 封印された目暮の秘密                          | 閉ざされた秘密 小さな違和感 意外な理由                              | 28巻 29巻 | 217 - 218 | 捜査一課による連続婦女殴打事件のおとり捜査では佐藤刑事がおとりとなって捜査をしていたが、目暮警部が頑なにおとり捜査を拒み始める。そして遂に殺人事件が発生し、目暮警部の過去が明らかになる。 |
| 82 | 謎めいた乗客                                  | 見えない恐怖 危険信号 白日の下の潜伏                                | 29巻      | 230 - 231 | スキーへ行くためにバスに乗っていた少年探偵団はジョディと新出に遭遇するが、哀は黒ずくめの組織の気配を感じて怯え出す。直後、そのバスを宝石強盗犯が乗っ取り、先日逮捕された仲間の釈放を要求してくる。コナンは乗客の中に犯人の仲間が紛れていると察するが、犯人達は持ち込んだ爆弾で乗客全員の抹殺を目論んでいた。 |
| 83 | 消えなかった証拠                              | 愛犬家たち わずかな足跡 消えなかった証拠                            | 29巻      | 233 - 234 | 英国へ引越す愛犬家の持ち物を譲り受けるため、阿笠博士と探偵団は彼の家へやって来た。そんな中、小型犬が行方不明になる。 |
| 84 | 大阪"3つのK"事件                              | Kスリー 最後の可能性 レッドカード                                   | 29巻      | 238 - 239 | アメリカのスポーツ選手3人が大阪にレストランを新設した。平次に誘われ、そのオープニングパーティにコナン達も参加するがその最中、ビル内から銃声が響き渡る。銃声が聞こえた部屋へ向かうとそこには拳銃で撃たれ息絶えた新聞記者の姿があった。 |
| 85 | 新幹線護送事件                                | 直球勝負 開かれた密室 時間差の罠                                    | 30巻      | 240 - 241 | 大阪から東京へ帰る新幹線でコナン達は麻薬密売人の男を護送中の佐藤刑事達と遭遇するがその最中、容疑者がトイレで死亡してしまう。 |
| 86 | 集められた名探偵！ 工藤新一vs.怪盗キッド      | 糾合 惨劇（トラジディ） 密殺 誑欺（スティング）                     | 30巻      | 219       | 亡き大富豪・烏丸蓮耶が作った「黄昏の館」に7人の探偵達が集められる。その趣旨は館に隠された財宝を見つけた者にはその半分を分け与えるというものだった。招待主には怪盗キッドの影もちらつく。探偵達は謎解きに挑むが、やがて集められた探偵が次々と死んでいく。 |
| 87 | 元太少年の災難                                | 元太の災難 元太の罠                                                 | 30巻      | 242       | 探偵団は彼らしくない行動を取る元太を心配する。話を聞くとひったくり犯を偶然目撃した事から、その男に命を狙われているらしい。しかし、元太はどこで見たのかが思い出せないでいた。 |

### 31 - 40巻
| 話  | エピソード名                               | 目次 | 収録      | アニメ    | あらすじ |
| --- | ------------------------------------------ | --- | --------- | --------- | --- |
| 88  | 殺意の陶芸教室                             | そこには… 手がかり包囲網 隠れた言葉 | 30巻 31巻 | 228 - 229 | 陶芸教室に通い始めた蘭と園子が気になりコナンもこっそり教室に付いて行くが、物置の戸棚の中から教室長である婿養子の死体が見つかり、状況から被害者の恋人が疑われる。 |
| 89  | 毛利小五郎のニセ者                         | 偽者登場 偽者の真実 偽りの時 | 31巻      | 243 - 244 | 群馬県の山中で身元不明の死体が見つかった。依頼を受けて旅館へ向かった小五郎達だが、旅館には小五郎の偽者が来ていた。問い詰めようと部屋へ行くと、偽者は首を吊って死んでいた。 |
| 90  | 網にかかった謎                             | 暖かき海 網にかかるは… 勇気ある決断 | 31巻      | 246 - 247 | 阿笠博士と伊豆へ海水浴にやって来た少年探偵団は蘭と園子に遭遇し、更に海水浴場の監視員も兼ねる地元の漁師が揉めていることを知る。その夜、揉め事の原因を作った男が網を被った水死体として発見される。 |
| 91  | 大阪ダブルミステリー 浪花剣士と太閤の城[1] | 浪花の剣士 移ろいの剣士 裁きの剣士 | 31巻      | 263       | 自分の出場する大阪の剣道大会にコナン達を招待した平次は、順調に勝ち進んでいくが、会場のプールで刺殺された大学生選手が発見される。平次はコナンが到着する前に事件を解決しようとする。 |
| 92  | 大阪ダブルミステリー 浪花剣士と太閤の城[2] | 天下人の城 天下人の宝 時を越えて… 浪花勧進帳 悲しみの虎の巻                                                                             | 31巻 32巻 | 263       | 大阪城見物をしていたコナンと平次達は秀吉ファンの人々に出会った。彼らはそれぞれに信長・秀吉・家康など役柄を決めて行動しているらしい。ところが秀吉役だった男性が人体発火を起こし、天守閣から転落する。 |
| 93  | アイドル達の秘密                           | 久しぶりの集結 アイドル達の秘密 アイドル達の誤解                                                                                        | 32巻      | 249 - 250 | 沖野ヨーコがかつて組んでいたユニットの元メンバーの婚約パーティに小五郎も招待された。ところが、ストーカーに悩まされていると言う彼女が入浴中に襲われ、大怪我を負う。 |
| 94  | シカゴから来た男                           | ライオンの落とし物 P&A バカな作戦 | 32巻      | 258 - 259 | アニマルショーを見に来た探偵団と阿笠博士は帰り道、ショーの主催者とそっくりな外国人・ジェイムズと出会う。探偵団にランチを奢る約束をしたジェイムズだが、車を取りに行った際、刑事を装った男達に主催者と間違えられ誘拐されてしまう。 |
| 95  | 本庁の刑事恋物語4                          | 佐藤のお見合い 佐藤の勝算 佐藤の気持ち                                                                                                  | 32巻 33巻 | 253 - 254 | 佐藤刑事はひょんなことから白鳥警部と見合いをすることになった。由美の計らいで高木が佐藤を見合い会場から連れ出す手筈だったのだが、コンビニで強盗事件が発生する。 |
| 96  | バレンタインの真実                         | 血の（ブラッディ）バレンタイン(1) 血の（ブラッディ）バレンタイン(2) 血の（ブラッディ）バレンタイン(3) 血の（ブラッディ）バレンタイン(4) | 33巻      | 266 - 268 | バレンタインのチョコレートを作るため、園子達はご利益のある山荘に来た。そこで宿泊客の1人でニホンオオカミを追っていたルポライターが吹雪の森の中で死体で発見される。その側には彼の恋人が作ったチョコレートが残されていた。 |
| 97  | 犯罪の忘れ形見                             | 妻の忘れ形見 清潔な香り 花の命… | 33巻      | 269 - 270 | 妻の形見の腕時計を探して欲しいという些細な依頼を小五郎が断ったため、代わりに少年探偵団が引き受けることになる。時計はあっさりと見つかったが、オーディオルームで映画を見ていたマンションの女性住人が花瓶で撲殺されていた。 |
| 98  | 隠して急いで省略                           | 「X」のその意味 ○×△□!? リンゴの狩り時                                                                                                   | 33巻 34巻 | 271 - 272 | コナンとジョディ達は会社の横領を調べていた探偵の遺体を発見する。被害者の探偵は「○×△□」という奇妙なダイイング・メッセージを遺していて、探偵を殺害した横領犯は社員58名の中にいるという。 |
| 99  | 西の名探偵vs.英語教師                      | 反撃の糸口… 飛んだ隣人 あんた何者や | 34巻      | 277 - 278 | コナンは平次と共にジョディの住む高級マンションに向かった。その後の話の流れからジョディと共に食事に行くことになり外へ出ると、上から携帯電話が落ちてくる。それを不審に思い上を見上げるとジョディの部屋の隣人が落ちて即死する。 |
| 100 | 迷宮のフーリガン                           | 嵐のブーイング 疑惑のサポーター エセサポーター                                                                                          | 34巻      | 279 - 280 | サッカー観戦に来た少年探偵団は帰りの満員電車の中でフーリガンを気取る悪質なサポーターがナイフで刺殺される事件に遭遇する。 |
| 101 | 中華街 雨のデジャビュ                      | 雨のデジャビュ おしぼりの罠 晴れた記憶                                                                                                  | 34巻      | 284 - 285 | 横浜の中華街へ食事をしに来た小五郎達は映画スタッフと一緒に食事を取る。ところがプロデューサーの男性が食事中に毒殺され、蘭の忌まわしい記憶も甦る。 |
| 102 | 工藤新一NYの事件                           | ゴールデンアップル(1) ゴールデンアップル(2) ゴールデンアップル(3) ゴールデンアップル(4) ゴールデンアップル(5)                           | 34巻 35巻 | 286 - 288 | 中華街で起きた事件の中、体調を崩し意識を失った蘭は1年前に新一や有希子と一緒にアメリカ・ニューヨークで上演中のミュージカルを見に行った時の事を思い出す。ミュージカルが始まり、演出のための白煙で埋め尽くされた舞台には俳優の死体が吊り下げられていた。 |
| 103 | 幽霊屋敷の真実                             | 幽霊屋敷の謎(1) 幽霊屋敷の謎(2) 幽霊屋敷の謎(3)                                                                                         | 35巻      | 274 - 275 | 風邪の具合を診てもらうために新出医院を訪れた蘭達はそこで出会った老人が自宅のアパートにお化けがいると言うので付いて行ってみる。するとトイレに赤い水が流れたり、2階の窓に人影が映ったりと奇妙なことが起こっていた。 |
| 104 | 迷いの森の光彦                             | 消えた光彦(1) 消えた光彦(2) 消えた光彦(3)                                                                                               | 35巻      | 289 - 290 | 光彦が家族にも何も言わずにどこかへ行ってしまった。関係者の証言をヒントにコナン達は光彦が群馬の森へ行ったことを突き止める。だが、そこには大阪でコナンを刺した連続殺人犯が潜んでいた。 |
| 105 | 孤島の姫と竜宮城                           | デス・アイランド 危険な来訪者 ミステリー・ワード グソーの使い 姫と龍宮城                                                                | 35巻 36巻 | 291 - 293 | 小五郎と平次はテレビの企画で推理対決をすることになり、コナン達を連れて沖縄にやって来た。平次達は小五郎を残して孤島へ向かうが、そこで連続殺人が起こる。 |
| 106 | 悪意と聖者の行進                           | 悪意の中の行進 ビデオの中の証拠 爆弾犯の狙い                                                                                            | 36巻      | 301 - 302 | 少年探偵団は東京スピリッツの優勝パレードを見物に来た。そこには変装した警察官がパレードを狙った脅迫状の件で張り込んでいた。そんな中、パレードを撮影していた光彦のビデオカメラが盗まれ、高木刑事の車が爆破される。 |
| 107 | 揺れる警視庁 1200万人の人質                | 帰らざる刑事 消せない記憶 赤い罠 この世で一番… バイバイ…                                                                                | 36巻 37巻 | 304       | 佐藤刑事の記憶に強く刻まれた過去の事件がある。それは彼女が大切な人を失った忌まわしい事件だった。その事件の犯人が再び警察を狙って爆破事件を起こそうと動き出す。 |
| 108 | 見えない容疑者                             | 小五郎の選択(1) 小五郎の選択(2) 小五郎の選択(3)                                                                                         | 37巻      | 305 - 306 | 推理ドラマの前説を頼まれた小五郎は富士の山奥の撮影現場で中学時代の同級生と再会する。そんな中、探偵役の男優が死体で発見される。 |
| 109 | 残された声なき証言                         | 暗黒の足跡(1) 暗黒の足跡(2) 暗黒の足跡(3)                                                                                               | 37巻      | 307 - 308 | 囲碁、チェス、将棋のソフト開発を引き受けたプログラマーが行方不明になり、依頼者3人が小五郎に捜索を依頼する。彼らの会話の中でコナンはプログラマーが黒ずくめの男・テキーラと関わっていると知る。その後、小五郎達はプログラマーの居場所を突き止めるが、当人は死亡した後だった。捜査の中、コナンは被害者のフロッピーディスクに入った日記のデータを手に入れようとする。 |
| 110 | 黒の組織との接触 [交渉編/追跡編/決死編]    | 白い雪…黒い影… 危険なめぐり逢い 同乗者 新兵器！                                                                                         | 37巻 38巻 | 309 - 311 | 殺されたプログラマーの日記データから黒ずくめの組織はあるソフトを欲しがっていることが判明する。コナンはプログラマーを装ってウォッカとソフトの取引を約束するが、群馬から東京の取引場所へ向かう途中で阿笠博士の車がパンクしてしまう。コナンと博士はヒッチハイクで捕まえた車に乗るが、乗っていたのは宝石強盗犯だった。                                                |
| 111 | 夕陽に染まった雛人形                       | 意外なお宝 歩美の心配 夕陽と階段 | 38巻      | 312 - 313 | 雛人形を譲り受けるために、少年探偵団は七段飾りの雛人形を並べにある家に来た。その家にはプロの鑑定士も認めるほどの2000万相当の掛け軸があった。しかし、誰もいなくなった隙に部屋が荒らされ掛け軸が消えてしまう。 |
| 112 | 汚れた覆面ヒーロー                         | 汚れたヒーロー 狼たちの影 狼になれなかった男                                                                                            | 38巻      | 316 - 317 | 無敗を誇る覆面レスラーの試合を見に来たコナン達は殺人事件に遭遇する。被害者は無敗レスラーの対戦相手で彼の楽屋に仕掛けられていた隠しカメラには覆面を被った男が殺人を犯す場面が映っていた。 |
| 113 | 服部平次絶体絶命！                         | 服部平次絶体絶命！(1) 服部平次絶体絶命！(2) 服部平次絶体絶命！(3)                                                                       | 38巻      | 323 - 324 | 平次と和葉は脱税指南をしている弁護士に捕らえられてしまった。証拠のテープが保管してある貸し金庫の暗証番号は暗号になっており、それを解かないと解放しない、と弁護士は言う。 |
| 114 | 炎の中に赤い馬                             | 誘う赤馬 赤馬の影 赤馬の持ち主 赤馬の目撃者 愚かなる模倣                                                                                | 39巻      | 325 - 327 | 毎回、火事場に赤い馬の人形が残されている連続放火事件で4件目に放火されそうな家を調べに行ったコナンと平次達だが、目を離した隙に放火が起こり死者まで出てしまう。捜査の中、気の弱そうな骨董品店の店主が自首してきて事件は解決したかに見えたが、コナンと平次は「ABC殺人事件」との関連性に気づく。                                                                      |
| 115 | お金で買えない友情                         | 引きさかれた友情(1) 引きさかれた友情(2) 引きさかれた友情(3)                                                                             | 39巻      | 329 - 330 | キャンプにやって来た阿笠博士と探偵団はアウトドア同好会のメンバーと意気投合するが、その様子にコナンは微妙な違和感を覚える。その夜、皆で花火を見に行った帰りにサークルのメンバーの1人が死体で発見される。 |
| 116 | 小さな依頼者                               | 小さな依頼者 ホクロのある女性 赤いホクロ…!?                                                                                             | 39巻      | 354 - 355 | 有名な子役タレントが自分を捨てた母親を探して欲しいと小五郎に依頼してきた。手がかりは彼のもとに来た葉書と左胸にあったというホクロだけだった。そして、葉書に残された手がかりをもとに辿り着いた熱海の旅館で絞殺事件が発生する。被害者の携帯電話には左胸にホクロのある女性に首を絞められる被害者の写真が残されていた。                                                |
| 117 | 本庁の刑事恋物語5                          | 甘いデートにご注意を！ 不純な大捜索 不純な大捕り物                                                                                      | 40巻      | 358 - 359 | 高木と佐藤は遊園地へデートでやって来る。高木はプロポーズ用の指輪を用意していたが、白鳥の策略でなかなか渡すチャンスを掴めない。そんな中、高木のバッグが麻薬入りのものとすり替わっていたことが判明し、そのバッグが麻薬ディーラーと取引しようとしている運び屋の所持品だと考えた高木と佐藤は少年探偵団と共に園内で運び屋を探す。                                      |
| 118 | 疑惑の辛口カレー                           | 思い出のテニスコート 疑惑のカレー 声が出ない…!?                                                                                         | 40巻      | 331 - 332 | テニスをしに軽井沢へ来た園子達だったが、雨に降られた上に小五郎のレンタカーが荷物ごと増水した川に流されてしまう。偶然見つけた山奥の民家に泊めてもらうが、家主が2階で首を吊って死亡する。捜査の中、風邪をひいていたコナンは声が出せなくなってしまう。 |
| 119 | イチョウ色の初恋                           | 博士の初恋 思い出の場所 初恋・再会・別れ                                                                                                | 40巻      | 421 - 422 | 博士は40年前の初恋の人からの手紙を見つけた。そこには10年ごとに思い出の場所で待っているという内容が書かれていたが、肝心のその場所が思い出せない。手紙に記された暗号を頼りに少年探偵団が奮闘する。 |

### 41 - 50巻
| 話  | エピソード名                                        | 目次 | 収録      | アニメ    | あらすじ |
| --- | --------------------------------------------------- | --- | --------- | --------- | --- |
| 120 | 似た者プリンセス                                    | 小五郎大失態 ママはライバル!? 疑惑の銃声 闇の男爵夫人（ナイトバロニス）登場！                                        | 40巻 41巻 | 333 - 334 | 金持ちの命を狙っている人物を突き止めれば1000万円を渡すという依頼を引き受けた小五郎は景気付けに散財するが、いざ証拠品を見てみると大したものではなく借金まみれになってしまう。そこでコナンと蘭は英理を連れて依頼人の館を訪れるが、有希子が乱入し、その夜、金持ちが密室で銃殺されてしまう。 |
| 121 | 東都現像所の秘密                                    | 暗闇は死の罠（デストラップ）の扉 暗闇の音なき殺人 黒い光の謎                                                         | 41巻      | 335 - 336 | 有希子の伝手で映画の初号試写を観に行く少年探偵団だったが、時間の都合で焼き付け担当者の自宅で泊まることになる。その夜中、仮眠中に営業スタッフが刺殺される。 |
| 122 | 4台のポルシェ                                       | 迫る包囲網 そこにある危機 逃れられないターゲット                                                                     | 41巻      | 338 - 339 | コナンと阿笠は風邪を引いた灰原を病院のあるデパートへ連れていった。そこでコナンはポルシェとゴルフ仲間の4人組と出会うが、その中の1人が車内で絞殺されてしまう。 |
| 123 | トイレに隠した秘密                                  | ある来訪者の残した謎… 小さな密室に残された秘密 隠されていた真実                                                      | 41巻 42巻 | 340 - 341 | 灰原の父・宮野厚司の幼馴染みだったというデザイン事務所の社長に会いに行くことになった。その家にはかつて灰原の姉・宮野明美も訪れていて、彼らの話から明美がこの家に何かを隠したらしいことが分かる。そして食事中に社長が毒殺されてしまう。 |
| 124 | コンビニの落とし穴                                  | good-bye ジョディ 蘭の推理 信じられない結末                                                                          | 42巻      | 343 - 344 | ジョディが一身上の都合で高校を退職することになった。蘭と園子がお別れパーティーをしようと提案し、準備の為に友人がバイトをしているコンビニへ行くが、そこでは友人が店長から万引き犯として疑われていた。友達を救うために蘭は推理を働かせ、事件を知ったコナンも新一として参加する。 |
| 125 | 黒の組織と真っ向勝負 満月の夜の二元ミステリー       | 満月の夜と黒い宴の罠 血塗られた幽霊船 透明人間現る！ 工藤新一登場!? 仮面の下の真実 ラットゥンアップル                | 42巻      | 345       | コナンや小五郎宛に横浜港で開かれるハロウィンパーティーの招待状が届き、コナンは差出人がベルモットであると気付く。パーティー会場である幽霊船で殺人事件が起きる中、阿笠博士の家に残っている哀にジョディが迫る。 |
| 126 | お尻のマークを探せ！                                | 雨中の刻印 お尻の印を探せ！ 灰原哀の決意                                                                             | 42巻 43巻 | 346 - 347 | 哀は証人保護プログラムを受けるようFBIから説得される。そんな中、下校中に通り魔と衝突した歩美の手のひらに「5」に似た形が残った。そしてコナン達と共に現場へ戻ってみると今度は元太のお尻に同じマークが残っていた。 |
| 127 | 忘れられた携帯電話                                  | 忘れられた携帯電話 奇妙なメモリー もうひとつの名探偵                                                                 | 43巻      | 350 - 351 | 小五郎はポアロの店員・榎本梓から忘れ物の携帯電話の持ち主を探して欲しいと言う依頼を受けるが、メモリーには明らかに偽名らしき名前と数字が羅列されていた。そしてポアロにやって来た由美から持ち主は既に事故死していることを知らされる。 |
| 128 | どっちの推理ショー                                  | どっちの推理ショー!? 六面体のメッセージ ダイイングメッセージの裏を読め！ 仕組まれたメッセージ                        | 43巻      | 381 - 382 | 大阪見物をさせようと打ち合わせに来た平次と和葉だったが、意見はどちらも兵庫県で開かれる甲子園の高校野球と宝塚歌劇の2つに割れてしまう。そこで小五郎の提案により殺人事件の謎を先に解いた方のおすすめの場所に行くということになる。 |
| 129 | 甲子園の奇跡！ 見えない悪魔に負けず嫌い             | 53,000分の1の悪魔 甲子園の魔物の挑発 3つの数字の謎を解け！ ヒントが無い!? 試合終了…!?                                | 43巻 44巻 | 383       | 兵庫県西宮へ甲子園の試合を見に来たコナン達だが、意図的に落とされた携帯電話に男から暗号が出される。試合終了までに3個の携帯電話を集めなければ球場内で爆弾が爆発するという。 |
| 130 | 本庁の刑事恋物語6                                   | 天国から地獄 全然平気!? 疑わないの？                                                                                 | 44巻      | 390 - 391 | 高木が鳥取県警に派遣されるという噂が広まり、本人のショックが冷めぬうちに殺人事件が発生する。探偵団の目撃情報により特定された怪しい男はずっと友人の家にいたと言うが、その友人とは千葉刑事のことだった。 |
| 131 | 怪盗キッドの驚異空中歩行                            | 奇蹟 驚愕 戦慄 脱出                                                                                                  | 44巻      | 356       | 園子の親戚で鈴木財閥の相談役・次郎吉が怪盗キッドに挑戦するために帰国した。次郎吉は自分が所有する世界最大のアクアマリンを盗んでみろと新聞紙上で挑発する。厳戒な警備の中、キッドは空中で歩き出す。 |
| 132 | 帝丹高校学校怪談                                    | 学校奇譚 足跡はどこに!? 残された机の真実                                                                             | 44巻 45巻 | 361 - 362 | 最近、蘭の学校で幽霊騒動が起きており、どうにかして欲しいと言う蘭の為にコナンが調査に向かう。雨の中で情報を集めていると、足跡一つないぬかるんだ校庭に放置された机を発見する。 |
| 133 | 丸見え埠頭の惨劇                                    | 海の上の開かれた密室 釣りエサは毒!? 嬉しい火傷                                                                       | 45巻      | 366 - 367 | 外出を避けていた灰原を元気付けようと、神奈川の埠頭へ釣りにやって来た少年探偵団は3人の釣り客と出会う。ところが迎えの船が来た頃に客の1人が呼吸困難で倒れていた。 |
| 134 | 物言わぬ航路                                        | 秀吉の大返し 違和感… 大空の裏道                                                                                      | 45巻      | 371 - 372 | 小五郎達はテレビの対談企画で沖縄へ行くことになった。しかし、小五郎の対談相手である野球選手はかつてのチームメイトに殺害されていた。 |
| 135 | 星と煙草の暗号                                      | 星より密かに 星を見たかい 星に願いを 星は何でも知っている                                                            | 45巻 46巻 | 374 - 375 | 天体観測で群馬の山中へ向かった少年探偵団はペンションへ到着した後、観測ポイントへ向かうがそこで分解された白骨死体を発見し、これを殺人事件だと確信したコナンはダイイングメッセージを発見する。そしてペンション客の1人が死体で発見される。 |
| 136 | ストラディバリウスの不協和音 [前奏曲/間奏曲/後奏曲] | 前奏曲（プレリュード） 狂想曲（カプリッチョ） 鎮魂曲（レクイエム） 即興曲（アンプロンプテュ） 幻想曲（ファンタジア） | 46巻      | 385 - 387 | ベルモットが打ったメールアドレスの音が気になって仕方がないコナンは小五郎が依頼を受けた一家に絶対音感を持つ人がいるということで早速向かう。依頼内容はその家に伝わるストラディバリウスの呪いを解いて欲しいというものだった。そして連続殺人事件の幕が開く。 |
| 137 | 奇抜な屋敷の大冒険 [封印編/絡繰編/解決編]           | 封印 絡繰 神器 不滅                                                                                                  | 46巻      | 394 - 396 | 少年探偵団はキャンプへやって来た。その中、元太達は近くで石灯籠を発見し、コナンはその内側に暗号らしき文を見つけ、同時に池の中に沈んでいた死体を発見する。やがて宝の存在と怪盗キッドの気配をも感じ取る。 |
| 138 | 奇妙な一家の依頼 疑惑を持った蘭                     | 疑惑のメール 疑惑の推理 疑惑のアリバイ 疑惑の真相 ロックをはずして…                                                  | 46巻 47巻 | 398 - 400 | 新一にメールを送った直後にコナンの携帯にもメール着信が入ったことで、蘭はコナンに再び疑惑を抱く。一方、小五郎は失くした携帯電話を探して欲しいと言う依頼を受ける。携帯電話は見つかったものの、夜になって依頼人が殺害されたというニュースが流れる。 |
| 139 | 宝石強盗現行犯                                      | 彼氏から彼女へ 自殺から他殺へ 天空から地上へ                                                                         | 47巻      | 401 - 402 | 下校中、少年探偵団は宝石店へ入る高木刑事を追って同じ宝石店へ入った。高木は佐藤へ贈るアクセサリーを買おうとしていたが、目の前で宝石強盗事件が起こる。犯人は高木が刑事だと知ると微かに笑って逃走するが、ビルの屋上まで追い詰められる。すると犯人はためらいなく飛び降り、トラックの上で命を落とす。 |
| 140 | コナン・平次の推理マジック [仕掛編/館編/解決編]     | 出現マジック 禁じられたファイル 奇術師の館 奇術師失格                                                                | 47巻      | 406 - 408 | 手品ショーを観に来たコナンと平次達はひょんなことから手品師達の館に招かれることになった。ところがその家で停電が起こり、何もなかったはずの突き当たりの廊下に女性手品師の死体が突然現れる。 |
| 141 | 神社鳥居ビックリ暗号                                | 夏休みの暗号 寝転んで顔を洗え！ パーフェクト解読!!                                                                   | 48巻      | 411 - 412 | 夏休み中、少年探偵団は昆虫採集にやって来る。そこで阿笠博士が探偵団に暗号を出すがコナンにも解けない。そこへ園子と海へ行っていた蘭から、近くで殺人事件が起こりダイイングメッセージのようなものがあると言う電話がかかってきた。 |
| 142 | 仏滅に出る悪霊 [事件編/疑惑編/解決編]               | 悪霊の棲む屋敷 13年前の悪夢 蘇る悪霊 見過ごしていたもの 13年目の衝撃                                                 | 48巻      | 415 - 417 | 静岡に住む資産家から2年前から奇妙なことが続くという依頼を受け、小五郎たちは資産家の屋敷へ向かった。指紋認証システムなど物々しい警備の中、連続殺人事件が起こる。高所恐怖症のシェフ、先端恐怖症のメイド、潔癖症の運転手、完璧主義者の執事など奇妙な特徴を持った人々が集う屋敷で起こった事件の謎を解く。 |
| 143 | ブラックインパクト！ 組織の手が届く瞬間             | ピンポンダッシュ 新たなる黒の者 ターゲットを追え！ 新たなる指令 黒の組織VS.FBI(1) 黒の組織VS.FBI(2)                  | 48巻 49巻 | 425       | 小五郎は沖野ヨーコの頼みで日売テレビのアナウンサー・水無怜奈の依頼を受けた。コナン達は自宅のマンションでピンポンダッシュに悩まされている彼女の悩みを解決するが、コナンの仕掛けた盗聴器が彼女の靴底に付着してしまう。盗聴を通じてコナンは彼女が黒ずくめの組織の一員であることと組織の暗殺計画を知り、同じく計画を阻止しようとするFBIのジョディらと共闘するが、盗聴器がジン達に見つかり、何も知らない小五郎が暗殺の危機に晒されてしまう。 |
| 144 | 超秘密の通学路                                      | 新しい先生 秘密の通学路(1) 秘密の通学路(2)                                                                           | 49巻      | 427 - 428 | 少年探偵団に何かを頼もうとしていた4年生の女の子が行方不明になった。光彦によるとその子は哀に似ているらしい。コナンと哀が黒ずくめの組織との関係を疑う中、探偵団は近所の人の証言から彼女を追う。 |
| 145 | もう戻れない二人                                    | 戻れない二人 密閉された車 偽りの愛情                                                                                 | 49巻      | 429 - 430 | 蘭の高校に転校して来た男子高校生・本堂瑛祐が毛利探偵事務所へ来た。そこへいなくなった彼女を探して欲しいと言う男性がやって来る。その後、群馬の山道で彼女が乗っている車を見付けるが、その彼女は既に亡くなっていた。 |
| 146 | 本庁の刑事恋物語7                                   | 緊迫のコンパ 秘密の家庭訪問 つまんない試合 大当たり!                                                                 | 50巻      | 431 - 432 | レストランへ食事にやって来た小五郎達はそこで合コン中の高木刑事達に会う。ところが合コンメンバーの姉弟が預かっている子供が誘拐される。 |
| 147 | 探偵団に注目取材                                    | ワクワク取材 真犯人の伝言 ザ・少年探偵団                                                                             | 50巻      | 435 - 436 | 少年探偵団に取材依頼が入った。担任・小林先生同行のもと、依頼してきたライターの自宅へ向かうと彼が殺されていた。次々と的確な指示を出し、推理を繰り広げるコナンを小林先生が怪しむ。 |

### 51 - 60巻
| 話  | エピソード名                                  | 目次                                                           | 収録      | アニメ    | あらすじ |
| --- | --------------------------------------------- | -------------------------------------------------------------- | --------- | --------- | --- |
| 148 | 平次の思い出                                  | 平次の思い出 雪女の計 謎のリフト 雪女の銀衣伝説 吹雪の中の復讐 | 50巻 51巻 | 490       | 「昔、お前よりごっつ頭の切れる探偵がおったんや」と言う平次の言葉にコナン=新一はカチンと来る。3年前に山形県の雪山で起こったその事件は映画撮影中の俳優がスキー場のリフトで雪女伝説さながらの状況で死んだというものだった。当時、中学生だった新一と平次はちょうど事件に遭遇し、それぞれ独自に推理する。 |
| 149 | お魚メールの追跡                              | おさかな事件 3匹の魚                                           | 51巻      | 438       | 数ヶ月前からポアロの梓とメールのやり取りをしている得意客の息子から不思議なメールが届いたと聞かされたコナンと小五郎達はメールをヒントに子供の居場所を探ろうとする。 |
| 150 | ため息潮干狩り                                | ため息潮干狩り ペットボトルの怪 混入トリック                   | 51巻      | 443 - 444 | 神奈川の海岸へ潮干狩りをしに来た少年探偵団はそこで貝を愛するサークル仲間の大学生に出会う。少年探偵団はその内の1人の忘れ物を届けようと追いかけるが、彼は車内で服毒死していた。 |
| 151 | ロシアンブルーの秘密                          | ロシアンブルー ゴロはゴロでも!?                                | 51巻      | 445       | 英理の飼い猫・ゴロを預かることになった小五郎は、事務所に来た会社員の男性から、娘が間違えて送ってきた暗号らしいメールを解読して欲しいと言う依頼を受ける。暗号に苦戦する小五郎だが、ゴロがまるでヒントを与えるかのように動く。 |
| 152 | 封印された洋窓                                | 開かずの窓 作られた密室 魔物の抜け穴                           | 51巻      | 446 - 447 | 群馬にある園子の別荘へ行くはずが、釣り橋が壊れて行けなくなったコナン達は近くの別荘で電話を借りることにした。別荘の持ち主達のバンド仲間によると、昔の持ち主が自殺しているなど曰くつきだと言う。そしてバンドのメンバーの1人が亡くなり、瑛祐が怪しい動きを見せる。 |
| 153 | 因縁と友情の試写会                            | 挙動不審!? 因縁の試写会                                        | 52巻      | 453       | 人気シリーズ映画の試写会へ来た少年探偵団は並んでいるときに写真を撮ってくれた男性が挙動不審であることに気付く。 |
| 154 | 本庁の刑事恋物語 [偽りのウェディング]         | 式場パニック 招かれざる客 ウェディング・バトル                 | 52巻      | 449       | 6人の命を奪った強盗犯に狙われているという新郎新婦に強盗犯から結婚式を狙うことを仄めかすメッセージが届いた。警察は結婚式の会場に張り込むが、そこにコナン達も関わり、強盗犯らしき人物が遺体で発見される。 |
| 155 | ひっくり返った結末                            | 常識はずれの部屋 逆さまミステリー 隠したかったもの             | 52巻      | 454 - 455 | 野球中の少年探偵団はボールを有名な小説家のゴーストライターが住む家に入れてしまう。ボールを取りに行ったコナン達はそこでライターの遺体を発見するが、その発見現場は本やミニカーのコレクションなど、何もかもが上下逆さまに置かれている奇妙な部屋だった。 |
| 156 | 園子の赤いハンカチ                            | 園子の赤いハンカチ カタカナの名前 スーパーマン                 | 52巻      | 457 - 458 | 人気ドラマの舞台となった群馬の山で京極真と待ち合わせをしていた園子達はドラマのADと知り合いになるが、後に刺殺体となって発見される。 |
| 157 | 怪盗キッドと四名画                            | 紅蓮 金色 青嵐 純白                                            | 53巻      | 469 - 470 | 画家の家に怪盗キッドから挑戦状が送り付けられた。警察が奥多摩の画家の別荘に厳重な警備を敷く中、小五郎達も依頼を受けてやって来るが、そこで殺人事件が起こり、キッドが殺人の疑いをかけられる。 |
| 158 | 1年B組大作戦！                                | 怪人二百面相 1年B組大作戦                                      | 53巻      | 460       | 学級活動の時間、担任の小林先生が1年B組の生徒に推理ゲームを仕掛ける。ゲーム中、コナンは真の意義を認識する。 |
| 159 | 黒の組織の影 [幼い目撃者/奇妙な照明]          | 目撃者は一人 釘とへび トンカチの正体                           | 53巻      | 462 - 463 | 小五郎の事務所を訪れた男の息子は誰かが彼の死体を捨てる所を目撃したと語る。その死体はミュージシャンの撲殺体と分かり、小五郎達と瑛祐は調査に乗り出す。 |
| 160 | 黒の組織の影 [謎の高額報酬/真珠の流れ星]      | 不可思議なバイト 夕食の献立 夢見るスター                       | 53巻 54巻 | 464 - 465 | 組織がキール=怜奈の行方を探す中、コナン達は瑛祐が発見した事件の調査中に殺人事件に遭遇する。その現場は水無怜奈の事故に関わった子ども・船本透司の自宅だった。 |
| 161 | 割れない雪だるま                              | 探偵団の雪ダルマ 転落の軌跡 破局の雪山                         | 54巻      | 466 - 467 | 探偵団と阿笠は群馬の雪山へやって来た。探偵団が雪だるま作りに夢中になる中、同じように雪だるまを作っている大学生のサークルと出会う。そんな中、サークル仲間の1人が湖で溺死体となって発見される。 |
| 162 | 服部平次との3日間[1]                          | 人を飲む部屋 幻の死体 血痕のカラクリ                           | 54巻      | 479       | 平次や和葉らと花見へ行ったコナン達は挙動不審な坊主に出会う。その坊主はお寺で死体を見たと言うが、現場に行っても死体は見当たらなかった。 |
| 163 | 服部平次との3日間[2]                          | 東の高校生探偵 探偵甲子園 密室証明 探偵たちの名推理 熱血探偵   | 54巻 55巻 | 479       | 東西南北を代表する高校生探偵が集まって競う企画番組「探偵甲子園」に西の代表として出場依頼を受けた平次はコナンを助手につけて出場する。舞台となる島に探偵が集められるが、探偵甲子園は真っ赤な嘘だった。しかし、島で探偵の1人が殺され、残る4人が本当の推理対決を始める。 |
| 164 | 元太の必殺シュート                            | 元太のシュート 元太とエル イタズラ坊主                         | 55巻      | 476 - 477 | サッカー観戦を終えた少年探偵団だが、駐車場でサッカーボールを蹴っていた元太が頭を打って気絶してしまう。そして目が覚めると試合後に知り合ったドイツ人の男性が殴られていた。彼が元太を指差したことで元太は自分が怪我させたとショックを受ける。 |
| 165 | 工藤新一少年の冒険                            | 月下 黎明 白昼 落日                                            | 55巻      | 472 - 473 | コナン=新一の記憶に昔の奇妙な事件が甦った。新一と蘭は小学1年生の頃、図書室にお化けが出るという噂の真相を確かめに夜の学校に行き、謎の男から暗号を解けば宝を手に入れられると告げられる。 |
| 166 | 妃英理弁護士の恋                              | 秘密の妃英理(1) 秘密の妃英理(2)                                | 55巻      | 474       | 昔のアルバムから今日が両親の初デート記念日だと知った蘭は英理を訪ねるが、電話がかかってきた途端に出かけてしまう。その不審な行動から浮気ではと疑った蘭が尾行する。 |
| 167 | 本庁の刑事恋物語8 [左手の薬指]                | 結婚指輪!?(1) 結婚指輪!?(2) 結婚指輪!?(3)                      | 56巻      | 487       | 小五郎達はミステリー作家の家へ訪れるが、そこで殺人事件が発生する。一方、警視庁では佐藤刑事の薬指の指輪が話題になっていた。 |
| 168 | 山姥の刃物                                    | 鬼婆伝説殺人事件(1) 鬼婆伝説殺人事件(2) 鬼婆伝説殺人事件(3)    | 56巻      | 481 - 482 | 群馬にキャンプへ赴いた探偵団だが、途中で車がパンクしてしまう。近くの合掌造りの家に泊めてもらうことになったが、そこには山姥の如き老女の姿があった。そして家を訪れた客の1人が殺害される。 |
| 169 | 黒い写真の行方                                | 西からの手がかり 写真の行方 カンパニー                         | 56巻      | 484 - 485 | 平次から怜奈に関する情報が手に入ったとの連絡が入る。博士や哀と共に瑛祐の父親と親しくしていたと言う老人の孫の家を訪ねるが、家のパソコンのデータが消され、何者かが侵入した痕跡が見つかる。 |
| 170 | 赤と黒のクラッシュ [発端/血縁]                | 間違い電話!? 血が語る真実                                      | 56巻      | 491 - 492 | 中学生時代の同級生の見舞いに行った蘭と園子とコナンは姉を探し歩いていた瑛祐と出会い、怜奈のファンだという男の家へ赴くが、そこで振り込み詐欺に遭遇する。 |
| 171 | 赤と黒のクラッシュ [血縁/絶叫/冥土]           | 母の遺品 死を呼ぶ片手袋 黄泉からの殺人者 哀しみの手袋          | 57巻      | 492 - 494 | 小五郎達は依頼主の家へ向かう。そこは瑛祐の母親がかつて家政婦をしていた家だったが、そこで殺人事件が発生する。 |
| 172 | テレビ局の悪魔                                | 悪魔が来たりて… 悪魔のカラクリ 悪魔の涙                        | 57巻      | 488       | 日売テレビの見学へやって来たコナンと探偵団は元ロックバンドのボーカリストに出会う。しかし、彼は所属事務所の社長を局内で殺害していた。 |
| 173 | 逃亡者                                        | 逃亡者                                                         | 57巻      | 番外      | 小五郎は何者かから逃げていた。彼を追う人物とは一体誰なのか。 |
| 174 | 赤と黒のクラッシュ [昏睡/侵入]                | 鴉の唄 2本目の糸 偽りの患者 追跡、そして…                      | 57巻 58巻 | 495 - 496 | FBIと共にコナンは怜奈の居る杯戸中央病院へ行く。その病院に組織の一員が怜奈を探して潜伏している事を知ったFBIとコナンはその人物を割り出そうとする。 |
| 175 | 赤と黒のクラッシュ [覚醒/攪乱/偽装/遺言/嫌疑] | 赤井の過去 イチかバチか… 擬装 最終手段 任務 姉弟               | 58巻      | 497 - 501 | 病院に潜伏していた組織の一員を見付けたコナン達だったが、その人物が拳銃自殺した上に怜奈の入院先が組織に特定されていた。コナンとFBIの面々は怜奈を病院から逃がそうと計画を立てたが、病院の近辺で食中毒、火事、体調不良が同時に起こって病院に患者が押し掛けた上に謎の植木鉢が大量に送りつけられてくる。時を同じくして病院のテレビに番組復帰のコメントを口にする怜奈の姿が映し出され、コナンと赤井は最終手段に打って出る。 |
| 176 | 赤と黒のクラッシュ [嫌疑/潔白/決死/殉職]      | 意外な容疑者 13日の金曜日 キャメルの過去 魔法の呪文 鋼の楔     | 58巻 59巻 | 502 - 504 | バイキングのためにホテルへ向かったコナンと探偵団は殺人事件に遭遇する。その容疑者の中には以前、怜奈に関する事件で出会ったFBI捜査官のキャメルがいた。一方、ジンはキール=怜奈を名乗っていた瑛祐の姉・本堂瑛海に赤井の暗殺を命じる。 |
| 177 | 弁護士妃英理の証言                            | 音 空飛ぶ死体 力学とアリバイ                                   | 59巻      | 505 - 506 | 美容院に行く英理と待ち合わせて小五郎達は食事をすることになった。しかし、美容院に差し掛かったその時、道路脇に死体が落ちてきた。 |
| 178 | 風林火山 [迷宮の鎧武者/陰と雷光の決着]        | 百足 鎧武者 兵法 風林火山 戦 陰と雷                            | 59巻      | 516 - 517 | 長野にある2つの名家の間で起こった殺人事件を解決して欲しいと小五郎と平次が別々に依頼を受けたが、その最中に新たな連続殺人が起こる。 |
| 179 | カラオケBOXの死角                             | 疑惑の瑛祐 消えた鈍器 瑛祐の告白                               | 59巻 60巻 | 507 - 508 | 学校帰りの蘭と園子、コナンの3人は復学したばかりの瑛祐と出会う。しかし、その帰り道に男に尾行されていることに気づき、コナンと哀はFBI捜査官では無いかと睨む。その後、哀を除く4人は瑛祐の復帰祝いとしてカラオケ店へ赴くが、そこで尾行男が撲殺体で発見される。 |
| 180 | 赤白黄色と探偵団 W暗号ミステリー              | 赤白黄色 クロシロ君 新たな隣人                                 | 60巻      | 509 - 510 | 組織のメンバー・バーボンが動き出したという瑛海が手に入れた情報を、ジョディから聞いたコナンは緊迫する。下校時、生徒から依頼を受けた探偵団は翌日、依頼人のアパートを訪れるが、そこは全焼した後だった。そして、弓長警部とアパートの住人3人を前にして、灰原は組織の気配を感じて怯える。 |
| 181 | 都市伝説の正体                                | ハンマー男 届けられた悪意 ハンマー男の正体                     | 60巻      | 530 - 531 | 長髪の女性をハンマーで殴打する男の住むマンションが特定された。コナンと蘭達はマンションを監視する高木達と遭遇するが、犯人の部屋には男が頭を殴られて倒れていた。 |
| 182 | 殺意はコーヒーの香り                          | 殺意のコーヒー 不可能犯罪 苦い真実                             | 60巻      | 513 - 514 | テレビ特番の企画を持ち込まれた小五郎達だが、その特番の件でキックバックを働こうとしていたプロデューサーが自宅で遺体となって発見される。 |

### 61 - 70巻
| 話  | エピソード名                                                                           | 目次                                                               | 収録      | アニメ    | あらすじ |
| --- | -------------------------------------------------------------------------------------- | ------------------------------------------------------------------ | --------- | --------- | --- |
| 183 | 怪盗キッドの瞬間移動魔術 （テレポーテーションマジック）                                | 紫紅の爪（パープル・ネイル） 瞬間移動 3つのタブー Zero             | 61巻      | 515       | 怪盗キッドにリベンジすべく、策を練る次郎吉はハンググライダーを扱うキッドに対抗する為、地上に獲物を用意する事を思い付く。しかし、地上の人込みの中からキッドは現れた。そして瞬間移動を宣言し、実際にビルの屋上へテレポートしてしまった。 |
| 184 | 憎しみの青い火花                                                                       | 燃える 火種 バチバチ                                               | 61巻      | 524 - 525 | キャンプへ向かう道中、博士の車がガス欠に陥ってしまう。坂の上の別荘へ電話を借りに行こうとしたところ、ロールス・ロイスに乗った男が通りがかり、事情を話すが、男は態度を豹変させると捨て台詞を残し去ってしまう。しばらくすると別荘で先ほどの車が爆発し、男は焼死してしまう。 |
| 185 | 推理対決！ 新一vs.沖矢昴                                                               | 紙飛行機 メッセージ レスキュー                                     | 61巻      | 511       | 意味深な模様の描かれた紙飛行機が都内で100機近く見つかり、巷で話題になっていた。そんな中、工藤邸の掃除に来た蘭と園子が居候中の沖矢昴と出会い、不思議な感情を抱く。やがて蘭達は話題の紙飛行機が同時期に起きた誘拐事件と関係していることに気付き、新一とともに紙飛行機に書かれたモールス信号を解読する。 |
| 186 | 真犯人からの届け物                                                                     | 隠滅 偽りの友情                                                    | 61巻 62巻 | 526       | 証券マンがライフル銃で殺害される事件が発生し、その容疑者として榎本梓の兄が浮上した。しかし本人は行方不明になっており、真犯人に呼び出された梓も姿を消してしまう。 |
| 187 | 柔よく謎を制す                                                                         | イカロスの翼 返し技 ケガの功名                                     | 62巻      | 528 - 529 | 柔道の元全日本チャンピオン選手が、妃法律事務所に相談を持ち掛けた。内容は彼女の夫が以前に起こした交通事故以来、ストーカーの気配に悩まされているというものだった。妃と依頼人はストーカーの疑いが低い事を伝えに向かうが、夫は自宅で絞殺されていた。 |
| 188 | 殺人犯、工藤新一 新一の正体に蘭の涙                                                    | 憎悪の村 失われた記憶 工藤新一の殺人 死羅神様 止まらぬ涙 正体      | 62巻      | 521 - 522 | 「新一が過去に解決した殺人事件で推理ミスを見つけた」という手紙が届いたため、小五郎と平次達は事件のあった東奥穂村へと向かう。ところが村役場で新一の名を出すと、村人を含め険悪な雰囲気に包まれる。そんな中、コナンが姿を消したため周辺を探すことになり、その矢先に川岸で記憶喪失になった新一が発見される。 |
| 189 | 本当に聞きたいコト                                                                     | ホントに聞きたいコト オレの推理 推理の答え                         | 62巻 63巻 | 523       | 東奥穂村からの帰り道、高速道路を走行中に居眠り運転らしき車を発見した新一達が車を寄せてみると車内には運転手の絞殺死体があった。 |
| 190 | 回転寿司ミステリー                                                                     | 回る凶器 狙い撃ち 毒物のありか                                     | 63巻      | 549 - 550 | 阿笠博士と回転寿司を食べに来たコナン達少年探偵団は、マナーの悪いフードライターのせいで気分を悪くし帰ろうとするが、先ほどのライターが毒殺されてしまう。 |
| 191 | 犯人は元太の父ちゃん                                                                   | 猪・鹿・蝶 八百一と尺八と一品 選手権の目的                         | 63巻      | 551 - 552 | 元太の父親がテレビ番組の企画に参加することになり、少年探偵団は阿笠博士と会場に足を運ぶ。しかし、企画の主催者が転落死させられ、元太の父親を含む最終選考進出者3名にその容疑がかかる。捜査の中、強殺殺人集団の名が浮かんでくる。 |
| 192 | 霧にむせぶ魔女                                                                         | 銀白の魔女 白のFD 魔女の正体                                       | 63巻      | 545 - 546 | 小五郎達は事件の依頼で群馬に行った帰り道、検問を行っている山村刑事と出会う。「冬名峠の銀白の魔女」と呼ばれる伝説のドライバーが最近になってまた出没するようになり、そのせいで事故が相次いでいるという。興味を持った小五郎は逮捕に協力する事になる。 |
| 193 | 魚が消える一角岩                                                                       | 一角岩 サバ・コイ・タイ・ヒラメ 殺気                               | 64巻      | 542 - 543 | 少年探偵団は神奈川の海へ釣りにやって来た。急用で帰った阿笠に代わって沖矢昴が彼らを迎えに来た。彼と陸に向かう途中、龍が住むと言われる岩礁に立ち寄った一行は岩に彫られた「サバ・コイ・タイ・ヒラメ」の文字と女性ダイバーの死体を発見する。 |
| 194 | 初恋の傷跡 過去を呼ぶ傷跡                                                              | 傷 思い出の少年 ガリ君                                             | 64巻      | 532 - 533 | 小五郎は30年前の事故で自分を庇って大怪我をした少年にお礼がしたいと言う資産家の女性からの依頼を受けた。少年はその事故で身体に真一文字の傷が残っており、その証言を聞いて2人の男が名乗りを上げたので本物を見極めて欲しいとの事だった。小五郎達は資産家の家に行くが、そこには刑事達が張り込んでいた。 |
| 195 | 新たなる傷跡と口笛の男 古き傷跡と刑事の魂                                              | 口笛の男 つながり ESWN よくあるパターン                            | 64巻      | 534 - 535 | 松本管理官がかつて捜査していた連続殺人事件も時効まであと僅かとなる。そんな中、テレビでその殺人犯を挑発していた犯罪心理学者が殺される。その遺体にはこれまでの被害者と同じくアルファベットの傷が付けられていた。高木刑事と少年探偵団はこれまでの被害者の遺族に聞き込みを始める。 |
| 196 | 怪盗キッドvs.最強金庫                                                                  | 鉄狸 潜伏 解錠                                                     | 64巻 65巻 | 537 - 538 | 鈴木財閥の鈴木次郎吉相談役のもとに怪盗キッドからの予告状が届く。今回のキッドの狙いは鈴木財閥が所有する大金庫の中身だが、この金庫は有名カラクリ師・三水吉右衛門が作ったと言われる難攻不落の代物であった。コナンは捜査を開始するが今回の挑戦には不審な点が多かった。 |
| 197 | 探偵団vs.強盗団 [騒然/沈黙]                                                            | 運命の人 罠 揺れる心                                               | 65巻      | 563 - 564 | 阿笠博士と探偵団は光彦の預金に付き合うため、銀行にやって来た。元太が腹痛を訴えたため、博士と哀は薬を買いに行き、コナン達はトイレに付き添う事になる。そんな中、銀行に強盗犯が入ってきて、ジョディらが人質になってしまう。さらに人質の中には赤井秀一らしき人物の姿があった。 |
| 198 | 危険な2人連れ                                                                          | 危険な2人連れ 半殺し                                               | 65巻      | 557       | 山梨に出かけた帰り道、車がエンストしてしまい財布も落としてしまった阿笠博士と哀は電話でコナンに助けを求めるも小五郎は浮気調査で外出中だった。2人が途方に暮れていると、車に乗った男女2人に声を掛けられる。この2人組は毛利探偵事務所に用事があると言い、阿笠達は乗せて貰う事にする。 |
| 199 | 死亡の館、赤い壁 [三顧の礼/掌中の物/死せる孔明/空城の計]                               | 赤い壁 掌中 死せる孔明 生ける仲達を走らす 絶妙好餌                 | 65巻 66巻 | 558 - 561 | 山梨で阿笠博士と哀が出会った男女2人は長野県警の大和勘助警部と上原由衣刑事だった。大和警部達に頼まれ、小五郎達は長野にある洋館へ行く。この洋館で男性が餓死しており、その犯人を捜して欲しいと言う依頼があった。小五郎達がその現場に入ると壁一面に赤いペンキが塗られている奇妙なダイイングメッセージがあった。 |
| 200 | 白鳥警部、桜の思い出                                                                   | 思い出 サクラチル サクラサク                                       | 66巻      | 568 - 569 | 非番の日を利用して映画を観に行った白鳥警部はそこで少年探偵団と出会う。予約ミスで探偵団と同じゴメラの映画を観ることになった白鳥はそこで出会った女性が運命の人ではないかと疑う。その女性からストーカーに困っていると相談され、白鳥が探偵団と一緒に彼女の自宅へ行くと女性の彼氏が死んでいた。 |
| 201 | もののけ倉でお宝バトル                                                                 | もののけ倉 コナンVS探偵団 倉の秘密                                 | 66巻      | 571 - 572 | 置いた物が全て無くなってしまうと言われる「もののけ倉」は壁にある巨大なそろばんと神棚以外は特に何もない倉だった。その実態を調査しに行った少年探偵団だが、光彦達の推理が妙に鋭くなっており、コナンは助言者の存在に気付く。 |
| 202 | 恥ずかしいお守りの行方                                                                 | お守り奪還作戦！ 最高の試合 意地悪                                 | 66巻      | 573 - 574 | 「もののけ倉」の件で光彦達に協力した平次は和葉と共に人捜しを小五郎に依頼する。平次が和葉のお守りを間違えて大学生に渡してしまったのでお守りを取り返そうと探していたのだ。だが、その大学生はスポーツバーのトイレで何者かに殴られて意識不明の重体になってしまう。 |
| 203 | 黒きドレスのアリバイ                                                                   | ゴスロリ 呪いのファッション!? 不確かでもろい物                     | 66巻 67巻 | 575 - 576 | コナンと小五郎は蘭と園子にショッピングに誘われ原宿へ来た。人込みの中でアイスクリーム強盗犯に服を汚されてしまった蘭と園子は仕方なく近くの公園のトイレで先程買った服に着替えることにしたが、そこでゴスロリの服を着た絞殺死体を発見する。被害者はショッピングの前に入った喫茶店で見かけた人物でコナンは同じ喫茶店で見かけたOLを疑うが、そのOLには明確なアリバイがあった。 |
| 204 | 危機呼ぶ赤い前兆（オーメン）                                                           | 明日があるさ                                                       | 67巻      | 578       | コナン達探偵団は下校中、通りすがりのおじさんと出会う。おじさんは明日が来るのが楽しみにしていたが、時々出てくる不可思議な言動にコナンは疑問を抱く。 |
| 205 | 黒き13の暗示（サジェスト） 迫る黒の刻限（タイムリミット） 赤く揺れる照準（ターゲット） | 危険なエリア 赤と13の暗示 爆弾犯の狙い 吹雪の中の真実 静かなる戦い | 67巻      | 579 - 581 | 小五郎達は毎週送られてくる赤いTシャツの謎を解いて欲しいという依頼を受けて米花百貨店に呼び出されるが、そこで爆弾騒ぎに出くわす。そこには昴や赤井そっくりの男、さらにはジン達黒ずくめの組織のメンバーも来ていた。 |
| 206 | 小林先生の恋 白鳥警部の失恋 時を超える桜の恋                                           | 小林先生の恋 小林先生の誤解 桜の少女は？ 桜、満開                  | 67巻 68巻 | 583 - 585 | 探偵団と一緒に花火を見に行った小林先生は探偵団とはぐれてしまい、戻る途中で殺人現場を目撃してしまう。翌日、重要参考人として警視庁に行くが、そこで白鳥警部が佐藤刑事に好意を持っていることを知る。 |
| 207 | 最悪な誕生日（バースデー）                                                             | 妃英理の災難 落として上げる？ 最高の誕生日                         | 68巻      | 589 - 590 | 小五郎の財布からネックレスの領収書を発見した蘭は英理の誕生日プレゼントだと考え、福引で当てた宿泊券を使って静岡のホテルで再会させることにする。久しぶりに再会した一家だが小五郎はプレゼントを出そうとせず、英理は部屋に戻ってしまう。ところが英理の部屋で彼女の依頼人が遺体で発見され、英理も被疑者の1人となってしまう。 |
| 208 | 闇に消えた麒麟の角 キッドvs.四神探偵団                                                 | 青龍 朱雀 白虎 玄武                                                | 68巻      | 586 - 587 | 怪盗キッドから次郎吉の元に予告状が届いた。今度の獲物は琥珀で予告状の内容からキッドが子供に弱いと睨んだ次郎吉は少年探偵団の面々まで呼び寄せた。探偵団は部屋の四隅に設置された鍵穴付きの台座を守ることになったのだが、停電と共に琥珀が消え、コナンが気絶させられてしまう。 |
| 209 | 猿と熊手のトリ物帖                                                                     | 酉の市 猿と9 天真爛漫                                              | 68巻      | 592 - 593 | 2日目の酉の市にやって来た蘭と園子は酉の市限定のおみくじを引くが、蘭はおみくじに書かれていた「男勝りな行動は厳禁」という言葉を気にしてしまい、園子を襲ったひったくり犯を逃がしてしまう。犯人は酉の市を狙って現れる連続ひったくり犯でそのひったくり犯は3日目の酉の市にも現れて殺人未遂事件を起こす。 |
| 210 | 沼底からの依頼                                                                         | 沼底からの依頼 河童の呪い 河童の正体                               | 69巻      | 600 - 601 | 小五郎の元に「11年前にかけられた殺人の罪を晴らして欲しい」と言う依頼が届く。そこで群馬県の旅館に向かうが、旅館に着いた小五郎達は依頼人が宿泊していない事と11年前に起こった事故は河童の仕業でこの付近では河童が目撃されている事を聞かされる。その夜、川で忘れたという蘭の携帯電話を探しに行くが、そこには河童らしき影がいた。そして翌日、旅館の屋根裏で水死させられた旅館の主人が発見される。 |
| 211 | 湯煙密室のシナリオ                                                                     | 湯けむりの殺人 湖上の密室 目には目を                               | 69巻      | 597 - 598 | 阿笠博士と少年探偵団は博士の発明品の修理も兼ねて箱根の温泉旅館へ来ていた。そこには映画撮影のために脚本家や俳優達が集まっていたが、なぜか彼らは険悪な雰囲気を漂わせていた。そんな中、旅館名物の湖上温泉露天風呂で朝一に朝湯を楽しもうとする少年探偵団だったが、哀と歩美が女湯で男性脚本家の死体を発見する。 |
| 212 | 裏切りのホワイトデー                                                                   | ホワイトデーの殺人 ミラクルなトリック ハッピー・ホワイトデー       | 69巻      | 608 - 609 | 小五郎達はお菓子メーカーのCMに出演した事により、その会社の創立記念パーティーに招待された。その日はホワイトデーで蘭や園子を始めとする女性陣はお返しが気になって仕方がない。そして夜、パーティー中に社長が突然倒れた。最初は寸劇の演出かと思われたがコナンは社長の服毒死を確認し、更に社長の妻に疑いの目を向ける。 |
| 213 | 日記が奏でる秘密                                                                       | G線上のアリア 天才 日記の秘密                                      | 69巻 70巻 | 614 - 615 | タケノコ掘りの帰りに博士の車が故障し、探偵団は山奥の別荘の軒下で雨宿りを兼ねて博士がレンタカーを借りて戻ってくるのを待つことにする。しかし、その別荘の1つからバッハの「G線上のアリア」のピアノが聞こえた。そこにいる人に雨宿りを求めたが、返事がなく鍵が開いていた。中に入った少年探偵団はそこで手帳に書かれた日記を発見し、そこには誘拐犯の心情が書かれていた。犯人がいると思われる状況下で少年探偵団は誘拐された男の子を探す。 |
| 214 | コナンキッドの龍馬お宝攻防戦                                                           | 龍馬 突破 洗濯                                                     | 70巻      | 627 - 628 | 怪盗キッドから怪盗淑女ファントム・レディが盗んだ坂本龍馬のゆかりの3つの品を龍馬展にて返す、との予告状が届いた。そして後日、龍馬展が開催されてキッドファンが大勢詰めかける中、「明日、幕末の志士 坂本龍馬の名の下に今一度洗濯いたし申候」と言う予告状が届く。予告時刻に備えて中森警部や次郎吉が警戒する中、コナンは予告状に違和感を覚える。 |
| 215 | 被害者はクドウシンイチ 犬伏城 炎の魔犬                                                 | 魔犬 怨霊 犬伏家 玉 足跡 姫 仁義八行                               | 70巻      | 610 - 613 | 「犬伏家の未亡人が夫の隠し子8人を養子にしたが、中に恨みを抱く者がいて、呪いの魔犬で家を根絶やしにしようとしている」という話を聞き上京して来た平次と和葉はその養子の内、2人が奇妙な死に方をしていると聞かされる。翌日、コナンと平次が依頼人の養子の話を聞きに行くと、自殺に見せかけて殺害されていた。口の中にはダイイングメッセージと思われる真珠の玉があった。そして、小五郎や蘭、和葉も一緒に群馬の本邸に向かい事件を調べるがまたしても犠牲者が出て、その事件現場では炎の魔犬が通ったと思われる火の点いた足跡らしきものが見つかり、転落現場にはビー玉が落ちていた。 |

### 71 - 80巻
| 話  | エピソード名                                             | 目次 | 収録      | アニメ    | あらすじ |
| --- | -------------------------------------------------------- | --- | --------- | --------- | --- |
| 216 | 初恋のビデオレター                                       | 思い出のVHS 13年越しの想い | 71巻      | 624       | 子供防犯プロジェクトを啓発するべく、警視庁から白鳥警部と千葉刑事が帝丹小学校にやって来た。コナンと少年探偵団が小林先生に頼まれた防犯ビデオを視聴覚室の倉庫で探していると、校内を見て回っていた千葉刑事に遭遇し、帝丹小の卒業生である千葉刑事は13年前に見付けられなかったラブレターの返事が倉庫に保管してあるはずだと言う。千葉は少年探偵団の手も借りながらメッセージを探すことにする。 |
| 217 | ホームズの黙示録                                         | 名探偵（ホームズ）の弟子 黙示録 ラブは0 ホームズに聞け ホームズの暗号 もう1つのA 女王からのメッセージ 真の標的（ターゲット） 女王の真価 厄介な難事件                           | 71巻 72巻 | 616 - 621 | 喫茶店「ポアロ」でロンドンに住んでいる女性からロンドンへの招待を受けたコナン、蘭、小五郎だが、コナンはパスポートの都合により灰原の解毒剤で体を新一に戻し、阿笠博士と共にロンドンに行くことになった。観光の途中、コナンはシャーロックホームズ博物館の前で日本語を喋る少年と出会い、テニスの観戦中に怪しい男から殺人を予告した紙を貰っていたと言われる。捜査を続ける中でその紙を貰ったのはロンドン中の多くの子ども達であることが分かり、大量殺人ともとれる犯罪予告にコナンが挑む。 |
| 218 | 緊急事態252                                              | 要救助者 危険なかくれんぼ 通話コード | 72巻      | 622 - 623 | ロンドンからの帰国後、いつも通りの日常に戻ったコナンは歩美と元太の提案で廃ビルで缶蹴りをすることになった。そこで大きな地震が起こり、少年探偵団は全員無事だったが、廃ビルの遠くの場所から東京消防庁の通話コードで「要救助者あり」を意味する252のサインが発せられており、その音の発生源に行くとそこには2人組の解体業者が居た。しかし、その解体業者は誰かを監禁していると思われる、怪しい人物であった。 |
| 219 | 絶叫手術室（オペルーム）                                 | ヤバイ死に様 動く死体 偽りの足 | 72巻      | 625 - 626 | 米花大学OBとして講演会に呼ばれた小五郎に同行して、コナンや蘭と園子の3人が学園祭に行った。3人はそこで出会ったグループによりお化け屋敷の死体の出来栄えを確認するように依頼される。だが様々な仕掛けに驚かされる中、死体役の女学生が青酸カリで毒死してしまう。 |
| 220 | カルタ取り危機一髪                                       | オオカミ少年 諏訪湖の毛ガニ カルタの真実 | 72巻      | 642 - 643 | 新年早々、風邪を引いたコナンは部屋で大人しく過ごすことになる。歩美の家で遊んでいる少年探偵団とTV電話で通話中、見知らぬ少年がノックし、その少年は後ろに居る両親を「知らない奴ら」と言うが、両親はそれを否定する。その様子をTV電話で見ていたコナンは少年探偵団に警察を呼ぶように勧めるが、少年探偵団は親子でない可能性を否定する事が出来ず、自分達で調査をすることになる。 |
| 221 | 時の番人の刃                                             | 時の番人 時の刃 時の支配人 | 72巻 73巻 | 632 - 633 | 毎年送られてくる殺人の脅迫状の送り主を突き止めるように依頼され、誕生日に何かが起こると思われるその脅迫状の真意を探る為、コナンや蘭と小五郎の3人は依頼者である資産家の家を訪れた。やがて当主の誕生パーティーが開かれるが、闇となった会場で当主が殺される。 |
| 222 | 死ぬほど美味いラーメン                                   | 死ぬほど美味いラーメン ラーメンと毒薬 眼鏡越しの真実 | 73巻      | 644 - 645 | 大会の近い蘭が突然学校に泊まることになり、ポアロ周辺の店も臨時休業していた為、仕方なく少し離れたラーメン店で食べる事になった小五郎とコナンだったが、客の一人で地元商店街と揉めている不動産会社社長がラーメンを食べ始めた直後に突然倒れた。毒殺と思われ、警察による捜査が始まる。 |
| 223 | 幽霊ホテルの推理対決                                     | 截拳道 ボウヤと同じ探偵 世良の迂闊な推理 | 73巻      | 646 - 647 | ホテルのケーキバイキングに向かっていた道中のバスの中で園子が痴漢に遭い、蘭がその人物を懲らしめようとすると相手は截拳道で蘭を跳ね返す。結局、痴漢は別の人物と分かり、その人物と一緒に杯戸ホテルに向かうこととなった。コナン達はバイキング会場に向かうが、満員で食べられないと分かった直後に大きな衝撃音が聞こえ、音のあった駐車場に向かうとそこには転落死体があった。当初は自殺と思われた事件をコナンは殺人事件として捜査するが、そこへ截拳道使いの人物・世良も参加して来る。 |
| 224 | 探偵事務所籠城事件                                       | 名推理を聞かせろ！ あだ名の法則 狙撃可能！ ページをめくれない本 | 73巻 74巻 | 648 - 650 | ホテルでの事件に関わった探偵・世良真純が女子高生として蘭と園子のクラスに転校して来た。早速意気投合した蘭とコナンに興味津津の世良は毛利探偵事務所に行くが、コナンは阿笠博士の家に行っていた。代わりに現れたのは3人の女流作家に爆弾と拳銃を纏った危険な男だった。事務所に立て籠もった男は先日群馬で起きた妹の自殺事件の真相究明を小五郎に強要し、その事件は自殺ではなく殺人で犯人は集まった3人の作家の中にいると断言する。男は更に犯人が分かれば拳銃でその犯人と心中し、犯人が分からなければ爆弾で無関係の人物もろとも爆死させるとも宣言する。世良の機転により、携帯電話を介して事件を察知したコナンは新一として推理に参加し、同時に犠牲者を出さない最善の策を探っていく。                                                                          |
| 225 | 動画サイト誘拐事件                                       | 動画サイト 壺と猫 歩美の痕跡 | 74巻      | 656 - 657 | 阿笠博士と少年探偵団は博士の家でカレー作りを楽しんでいたが、不機嫌な元太の蹴ったサッカーボールが鍋を直撃しカレーが台無しになってしまう。怒り最高潮の灰原も付き添って、コナン達は材料の買い足しに行くことになった。家に残った博士と歩美だが、そこに謎の来訪者が現れる。博士達の安否を危惧したコナン達は急いで帰るが、博士は気絶させられ、歩美は誘拐されていた。自分の姿がネットに流布されていたことに気付き、灰原は組織の影にひたすら恐怖を抱く。 |
| 226 | コナンVS平次 東西探偵推理勝負                            | どっちが名探偵なんだ？ 阿部ちゃん 魔法の料理 | 74巻      | 651       | 東西名探偵の話題で盛り上がるコナン達と世良の前に平次が訪れる。コナンにライバル心を剥き出しにする平次だが、別行動でファミレスに寄っていた和葉から現地で死亡事件が起きているとの連絡が入り、世良の提案で新一と平次は推理で対決する事になった。一行が現場に向かうと、そこに居たのは第一目撃者となったキャメルだった。彼が聞いていた被害者の最後の言葉から犯人像を推理するコナンだが平次はその一歩先を行く。 |
| 227 | 毒と幻のデザイン                                         | EYE（イーワイイー） バームクーヘン クレイジーダイヤモンド 誓いの実況見分 奥様の告白文 親子の間の錯視                                                                           | 74巻 75巻 | 652 - 655 | 平次と和葉が東京にやって来たのは彼らが関わってしまった事件の調査の為だった。事の発端は平次に送られて来た殺人犯と思われる人物からの手紙でそこに記された住所に向かった和葉は人間が痕跡もろとも消えると言う摩訶不思議な現象に遭遇していた。軽井沢で起きた殺人事件の関係者に話を聞く為に東京にある被害者の本宅に向かう一行だが、そこでまたしても殺人事件が起きてしまう。長野県警の大和警部らの協力を得ながらコナンと平次は連続殺人犯に挑む。 |
| 228 | 小五郎さんはいい人                                       | 小五郎さんはいい人 本物の眠りの小五郎 偽小五郎の名推理 | 75巻      | 661 - 662 | 園子や世良との下校中、だらしない父・小五郎の生活に呆れた蘭は彼をただのダメ親父と呼ぶ。しかし通りかかったおばあさんは小五郎さんはいい人で毎週のように事件を無償で解決してくれると言う。すっかり見直した蘭とコナンが会いに行くと、そこに現れたのは小五郎に変装した大学生だった。事情を聞き、やむなく協力することにしたコナン達はおばあさんの抱えていた他愛もない事件を解決したものの、彼女の経営するアパートで殺人事件が発生する。当然推理が出来るはずもない偽者の小五郎だが、おばあさんはすっかり彼に頼ってしまう。 |
| 229 | 初恋の共同捜査                                           | 千葉刑事の初恋の人 覚えてませんか？ 君ってもしかして… | 75巻      | 659 - 660 | ゴメラの映画を見てきた帰りの少年探偵団と阿笠博士は、車上荒らしに遭ったと思われる車を発見する。プラモやフィギュアのたくさん載ったその車は千葉刑事のもので載せてあったプラモ類はその友人のものだった。事件の捜査に現れたのは、交通課の宮本由美と千葉刑事の初恋の人でもある三池苗子で、千葉を意識する苗子に対し、少年探偵団はフォローをしようと考える。上手く2人きりの状況にはしたものの、彼らの居た駐車場で車の追突事件が起きる。 |
| 230 | ウェディング・イブ                                       | プライベートアイ 遺伝子情報（ゲノム） 炎へと回帰する運命 | 75巻      | 667 - 668 | コナン達は小五郎の悪友の結婚前夜祭を兼ねた高校の同窓会に出席する。幸せ絶頂のように思われた新郎新婦だったが、お互いの浮気を疑い合って疑心暗鬼になっているようだった。一旦ネイルサロンに行くと言って去った新婦だったが、彼女から自殺を仄めかす電話がかかり、後に彼女の死体が駐車場で燃える車の中から発見された。死体に残った不自然な痕跡から警察は殺人として捜査を始める。その結果、新郎が犯人だと示す証拠が見付かり、彼を更に追い詰めるウエイター・安室透は自らを探偵と名乗る。 |
| 231 | 探偵たちの夜想曲（ノクターン） [事件/誘拐/推理/バーボン] | コロンボでの待ち合わせ 縒り合わせられた噓と謎 探偵たちの夜想曲（ノクターン） 子供の好奇心と探偵の探究心 立体交差の思惑                                                         | 76巻      | 671 - 674 | コナンが作った毛利探偵事務所のウェブサイトに依頼して来た第1号の客にメールで頼まれ、安室を交えた小五郎一行はレストランに移動するが、レストラン内でそのメールが別人の送ったものではないかと疑い、事務所にUターンする。しかしそこでも小五郎の携帯に奇妙なメールが届く。その謎を安室が解明すると事務所から銃声が響き、事務所のトイレにはガムテープで縛られた女性と頭から血を流して死んでいる男が居た。事件を追うごとに謎は深まり、遂には殺人犯と思われる女がコナンを誘拐してしまう。蘭の要請を受け、哀と阿笠や世良、そしてその様子を盗聴で察知した昴も動き出す。 |
| 232 | 1ミリも許さない                                          | 全然笑わない人 そんな顔をするな… 曲解の結末 | 76巻      | 675 - 676 | バーベキュー場で偶然知り合った夫婦に招待され、阿笠博士と少年探偵団は2人の家にバーベキューをしに行く。コナンは車内での会話中、灰原が昴のことを名前で呼ぶようになっていたのに気付く。その後コナンに電話をかけてきた世良は、コナンの事を前々から知っていた。世良は蘭の家の前までは普段通りにしていたものの、赤井に似た男を見て態度を一変させる。一方、歩美は妻が夫を刺殺しようとしている場面を目撃するが、コナン達が駆け付けると妻が刺された後だった。 |
| 233 | 命を賭けた恋愛中継 [中継開始/絶体絶命/現場突入]          | 高木刑事からの贈り物 ワタル・ブラザーズ 継承された旭影 最強の先輩 遅くなった墓参り                                                                                             | 76巻 77巻 | 681 - 683 | デートではないという言葉を残して飛行機でどこかへ旅立つ高木刑事だが、彼はその行き先を誰にも告げていなかった。その翌日、警視庁に呼ばれていた少年探偵団は怪しい男に佐藤宛ての小包を渡される。佐藤と共に小包を開封してみると中身はタブレット端末で電源を入れてみるとモニターに口と両手足を塞がれ、首に縄をかけられた状態で板の上に寝かされた高木が映る。高木を救うため、警視庁は総力を挙げる。 |
| 234 | 泡と湯気と煙                                             | 部屋にいた痕跡 泡と湯気と煙 商売道具 | 77巻      | 684 - 685 | スキーに行く予定だった少年探偵団だが、忘れ物を取りに戻った哀と彼女に付き添ったコナンは阿笠博士の自宅前で立ち往生してしまう。哀の案でコナン達は昴の車に乗ってスキー場に向かうが張り込み後の高木刑事に出会った直後、近くで大声が響く。現場に駆け付けたコナンと高木は落下死体を発見し、犯人の疑いがかかる3人を特定する。しかし3人とも、自分のアリバイを証明する手段を持っていた。 |
| 235 | 工藤優作の未解決事件 （コールド・ケース）                | 工藤優作の未解決事件[コールド・ケース] 金一君 コナン君だよね？ | 77巻      | 690 - 691 | 10年前、新一の父・優作は殺人としか思えない事件を殺人ではないと断定し、もう二度と同じ手口の殺人犯は現れないと宣言する。そして現在、登校中の蘭と園子、世良は死亡事件の現場に遭遇するが、そこに書き残されていた「死」の血文字は10年前の現場に残されていたものと酷似していた。園子達は事件に興味を持ち、10年前の現場の写真を見るため新一の家を訪れる。コナンも写真を見て同一犯の字だと考えるが、それは10年前に優作が残した言葉とは矛盾する推理だった。その上、蘭達が目撃した事件はなぜか窃盗事件と断定されてしまう。 |
| 236 | 灰原の秘密に迫る影                                       | 自分の領分 窮地の烽煙 灯下の孤影 | 77巻      | 699 - 700 | 群馬のキャンプ場に向かう車中で風邪気味のコナンは歩美から一週間後に乗る予定のベルツリー急行に乗るための許可証を受け取る。また、哀はAPTX4869の一時的な解毒剤を持ち歩いている事をコナンに知られてしまう。キャンプの準備中、哀達4人は何者かが死体を埋めている現場を目撃し、殺人犯から逃げる最中に殺人現場の小屋に入るが閉じ込められた上に放火されてしまう。一方、世良と出くわしたコナンと阿笠は群馬県警と共に哀達が目撃した殺人事件を捜査する。 |
| 237 | 漆黒の特急（ミステリートレイン） [発車/隧道/交差/終点]   | ミステリートレイン[発車] ミステリートレイン[隧道] ミステリートレイン[一等] ミステリートレイン[交差] ミステリートレイン[遮断] ミステリートレイン[排煙] ミステリートレイン[終点] | 78巻      | 701 - 704 | バーボンが入手した情報により、シェリーがベルツリー急行に乗車する事が組織に知られる。ベルモットはジンの臨場を拒否したうえでバーボンと共に列車に向かう。一方、コナン達は蘭や小五郎、園子、探偵団を引き連れ東京駅に向かう。そこでは列車に関連して怪盗キッドの名も挙がり、世良も現れる。ホームでは一等車に乗り合わせる6人の男女とも挨拶を済ませ、一行は列車に乗り込む。そんな中、車内では哀が諸星大を見かける。推理クイズに挑戦していた探偵団は疑問を残しながらも一つの謎を解く。その後、訪れた一室でコナン達は密室で銃殺死体を発見する。現場には一気に緊張が走り、灰原も怪しげな気配を感じると、安室、昴、赤井と言った面々が次々と列車に現れる。次郎吉の指示で列車は終着の名古屋駅までノンストップで走るが、そこにはジンとウォッカが待ち受けていた。 |
| 238 | 密室にいるコナン 謎解きするバーボン                      | スペシャルコーチ 消えた密室の鍵 謎解きの鍵 | 78巻      | 705 - 706 | コナンはミステリートレインでの勝手な行動を灰原に詫びる。有希子や昴と協力していること、バーボンとは知り合っていたことを告げると灰原はツンデレさながらの態度で渋々許す。その後、園子によって伊豆高原に招待されたコナンはバーボンこと安室が再び現れたことに驚愕したが、飛んで来たラケットに頭を打たれて気を失ってしまう。一行はラケットを飛ばした女性の別荘で休むことになるが、休憩を取っていたコナンは目覚めた部屋で死体を発見する。 |
| 239 | コナンvs.キッド 赤面の人魚（ブラッシュマーメイド）       | 泡沫 擬態 脱皮 | 78巻 79巻 | 724 - 725 | ベルモット達が起こしたベルツリー急行の車両爆破事件で展示が延期された宝石が次郎吉の希望で公開されることになり、キッドからも予告状が届いた為、中森警部ら警察も警備の準備を進める。次郎吉が公開を急いだ理由は宝石が亀の背中に固定されていて、脱皮して宝石が剥がれる前に対決を望んだ為である。亀の入った水槽をコナン達と警察関係者が見守る中、予告された時刻になると会場のカーペットが十数人を巻き込んで突如として捲れ上がり、目隠しされた水槽から宝石と亀が消えてしまう。 |
| 240 | みんなが見ていた                                         | 情況的密室殺人 二人で一人前 先生のトリック | 79巻      | 710 - 711 | 平次と和葉が珍しく大滝警部を連れて探偵事務所を訪れた。平次は東京で起きた殺人事件の現場に調査に行く為、コナンと小五郎を誘いに来たと言う。現場マンションで簡単な調査を行うとその事件は殺人に偽装した自殺だったことが判明した。その帰り、エレベーターを待っていた一行はマンション住人に事件の関係者についてある話を聞く。昇って来たエレベーターにちょうど乗っていたその男はコナン達の目の前で拳銃自殺してしまう。現場に残った証拠からコナンと平次は偽装殺人とみて捜査を始める。 |
| 241 | 服部平次と吸血鬼館                                       | 吸血鬼の館 ドラキュラ伯爵 心霊写真 南蛮部屋 怪奇現象の半分 それぞれの動機 殺人鬼の計画                                                                                         | 79巻 80巻 | 712 - 715 | 東京からの帰り、大滝警部は服部平蔵の頼みを受けて群馬と埼玉の県境にある洋館を訪れる事になり、興味を持ったコナン一行と平次、和葉も同行することになった。更にコナン達は現地で半年前に発見された奇妙な死体に端を発する吸血鬼の噂を耳にする。館には主人の遺産相続の会議に多くの兄弟が訪れていた。その晩、兄弟に頼まれ主人の寝床である棺桶を開けた蘭と和葉は中の死体を発見してしまうが、後でコナンと平次が再び開けてみると死体は跡形もなく消えていた。その上、館を訪れていた兄弟達が連続殺人の被害者となってしまう。 |
| 242 | 甘く冷たい宅配便                                         | 未配達の荷物 猫の宅配便 工藤様方配達物 | 80巻      | 722 - 723 | 公園でサッカーをしていた少年探偵団は喫茶ポアロによく訪れる野良猫「大尉」と出会う。偶然からクール便の配送車に入り込んだ大尉を助けるため、探偵団もコンテナに乗り込むが、そこで灰原はセーターの毛糸が解れて無くなり下着姿になってしまう。迂闊にコンテナを出られなくなった中、コナンはトラック運転手の奇異な言葉から疑惑を抱き、荷物の中に紛れた死体を見つける。コナン達はこのままでは自分達も凍死させられると考え、何とかして事実を外に伝えようとする。 |
| 243 | 果実が詰まった宝箱                                       | 本日のフルーツ ボクらの領域 魔法の鍵 | 80巻      | 727 - 728 | 小五郎は以前知り合った俳優が司会を務めるテレビ番組「どちらのスイーツでSHOW」の見学に訪れることになり、コナンや蘭と園子、世良の4人も連れて行く。小五郎はADの頼みを受けて、沖野ヨーコと共に番組のゲストをすることになる。そんな中、審査員として出演予定だった料理評論家が行方不明になる。そして収録日、企画に使うために厳重保管されていた箱が開けられるが、その中には大量の林檎と評論家の遺体が入っていた。 |
| 244 | 現場の隣人は元カレ                                       | 7つ揃うまで 用意した一着 太閤の手筋 | 80巻      | 731 - 732 | 警視庁の宮本由美婦警とパトロール中だった、同じく婦警の三池苗子は私用のスマートフォンでコナンとも知り合いの家政婦・米原桜子から死体を発見したとの連絡を受ける。一方、探偵団は苗子に住所を聞き、独自にそのマンションへ向かう。訪れたマンションで捜査を進める中、マンションの住人で由美の元恋人・羽田秀吉が容疑者の1人に入れられる。 |

### 81 - 90巻
| 話  | エピソード名                      | 目次                                                                          | 収録      | アニメ    | あらすじ |
| --- | --------------------------------- | ----------------------------------------------------------------------------- | --------- | --------- | --- |
| 245 | ジョディの追憶とお花見の罠        | バーボンの目的 ジョディの追憶 赤井秀一の消息                                  | 80巻 81巻 | 734       | 少年探偵団や阿笠博士と共に神社へお花見に来ていたコナンはそこで組織の情報を共有しようとジョディに会う。彼女と共に赤井秀一のことで話をしていたところ、銀行強盗の時に一緒に人質になっていたと言う男性が話し掛けて来た。その後、阿笠博士が掛けて来た電話で殺人事件が発生したことを知り、現場へ駆け付けるとジョディとぶつかった女性が殺害されていた。殺害された女性はスリで被害者が犯人ではないかとコナンは推理する。 |
| 246 | 小五郎はBARにいる                 | 探偵はBARで事件に遭遇する 探偵はBARで事件を推理する 探偵はBARで事件を解決する | 81巻      | 738 - 739 | コナンはプールバーでシャンパンの栓を抜いたような音がするから解き明かして欲しいと言うバーテンダーからの依頼を口実に飲んでいた小五郎を迎えに来た。その近くでは会社員たちが会社の部長の誕生日パーティーを開いており、酔って寝ていた部長を社員の1人が起こそうとすると、部長が床に倒れてしまう。 |
| 247 | 蘭も倒れたバスルーム              | 浮気調査 ボクの推理 居心地悪い推理                                            | 81巻      | 740 - 741 | 英理と食事をする為、神奈川のマンションに来ていたコナンと蘭は大学生の浮気を調査していた世良と遭遇する。彼女に頼まれて大学生達の食事会に参加することになった蘭だが、調査対象の大学生の元カノがいつまで経っても現れない。蘭は調査対象である今の恋人と共に元カノの部屋を訪れるが、元カノはクロロホルムで充満した風呂場で亡くなっていた。 |
| 248 | 容疑者か京極真                    | 截拳道vs.空手 灯油の臭い まるで魔法のように                                   | 81巻      | 744 - 745 | 群馬に来たものの雨でテニスができず、代わりにボウリングで遊んでいたコナン、蘭、小五郎、園子、世良の5人だが、そこに現れた京極が初対面の世良と格闘を繰り広げる。誤解を解いた京極に話し掛けて来た2人の中学教師の話によると、彼女らと同じ中学の体育教師がボウリング場に来る前の京極に絡んでいた。その体育教師が駐車場に停めていた車から居なくなっていた為、全員で探しに向かうが後に体育教師は駐車場の仮設トイレの中で遺体となって発見される。死因が溺死だった事から京極は山村警部に容疑者として疑われてしまう。 |
| 249 | 怪盗キッドVS京極真                | 鉄壁 暗転 雌雄                                                                | 82巻      | 746 - 747 | 園子は京極を自宅に招き、両親に紹介する。母親の朋子は京極が武者修行のために留学をしている事が気に入らない。そんな中、またも鈴木次郎吉氏のもとに怪盗キッドから予告状が届く。京極は怪盗キッドに浮かれる園子に驚き、自らの手でキッドを捕まえるべく鈴木次郎吉邸を訪れる。圧倒的な武力を持つ京極は次郎吉に採用され、宝石を体一つで守る役割を請け負う。警視庁に潜入し京極の情報を得たキッドも園子を訪ねる。 |
| 250 | 招き三毛猫の事件                  | 三毛猫の大尉 猫を被って イタズラっ子 招き猫                                   | 82巻      | 751 - 752 | クール便の事件で少年探偵団に知られた三毛猫の大尉が喫茶ポアロのウエイトレス・榎本梓と一緒に雑誌で紹介され、その記事を見て自分が大尉の飼い主だと名乗る3人の人間が現れる。探偵事務所で話を聞き、哀を除く少年探偵団と小五郎、安室がそれぞれ推理し、飼い主を特定する。その後日、コナン達は哀を連れて飼い主のマンションに向かうが、その飼い主は重傷を負って倒れていた。 |
| 251 | 本庁の刑事恋物語 [告白/真相]      | ないのよ… 願いが叶った時に… 赤バッジ                                          | 82巻      | 748 - 749 | 警視庁捜査一課の佐藤は駐車場に高木を1人で来るように呼び出す。アンフィニの中で佐藤は高木に「ないのよ…アレが…」と告げる。佐藤が妊娠し結婚することになると同じ職場では働けないので、高木は刑事を辞める決心をする。その日、コナン達は同級生の少年の家に遊びに行くが、そのアパートで人が殺される。コナンは道路やコンビニでも出会った少年の従兄弟が犯人だと考え、佐藤、高木と共に証拠を探す。 |
| 252 | 赤女の悲劇                        | 赤女 赤い悪魔 赤き昔日 赤の悲劇                                               | 82巻 83巻 | 754 - 756 | コナンと蘭、園子は世良に誘われて長野の森にある貸し別荘を訪れた。世良は別荘に残る謎を解いて欲しいと言う依頼を受けていた。道中、蘭と園子は全身赤ずくめの女を目撃する。到着した貸し別荘でコナン達は殺人犯にまつわる事件とその後で別荘に起こった奇妙な出来事を聞く。別荘の風呂に入る事になった蘭達だが、入ろうとした浴槽から大量のトマトに加えて依頼者の関係者が死体で発見される。 |
| 253 | 意外な結果の恋愛小説              | 恋愛小説家 世良に似た女の子 電話と海と私                                      | 83巻      | 759 - 760 | 赤女事件の数日後、世良の住んでいるホテルに興味を持った蘭と園子はコナンを連れてホテルを訪れる。そのホテルには人気恋愛小説家の男性も泊まり込んで小説を執筆していた。世良の部屋から帰ろうとしたコナン達だったが、下の階から響いてくるボーイの悲鳴を聞いて現場に駆け付けると、そこには小説家の助手の死体が横たわっていた。小説家の奇妙な言動からコナンと世良は小説家が犯人だと考え、殺人トリックを推理する。 |
| 254 | コナンと平次 恋の暗号             | 探偵の師匠 エビス橋 麻薬取引現場                                              | 83巻      | 763 - 764 | 雨の中、街中を歩いていたコナン達は刑事から逃げている最中の麻薬売人に追突され、コナンは売人が落とした手帳を拾う。コナンは手帳に書かれていた暗号を麻薬取引の時間と場所を示す暗号だと考え、それを頼りに恵比寿橋に辿り着いたが、それ以降の暗号の解き方は分からなかった。その為、光彦に頼まれた平次と電話で協力して暗号を解読すると取引場所が大阪の戎橋である事が分かり、平次が現場に行ってみるが麻薬の取引相手と思われる3人の中の1人に和葉が絡んで来る。 |
| 255 | 工藤新一水族館事件                | 水色の想い出 緋色の探偵 ピンク色の回答                                        | 83巻 84巻 | 772 - 773 | コナンと蘭達は米花水族館に遊びに来た。そこで鮫を見た蘭は新一が姿を消す前の事件を思い出す。かつて蘭はその水族館で新一にある建前を話しつつデートをしに来ていた。蘭との話の最中に違和感を抱いた新一は蘭に係員を呼ぶよう頼み、人だかりの中に駆け込んで行く。その中には男性の刺殺体があり、犯行に使われた凶器も落ちていた。新一によると犯行を察知したきっかけは「匂い」だと言う。現場に到着し捜査を開始した目暮警部に新一は自身の推理を披露し、被害者の携帯電話を使って3人の容疑者を浮上させ、事情聴取を開始する。 |
| 256 | 堤無津川凧揚げ事件                | 凧揚げ大会 盗聴男 悪魔の声                                                    | 84巻      | 765 - 766 | コナンと少年探偵団はメッセージ入りシッポの凧で自分達を宣伝する為に、堤無津川で行われる凧揚げ大会に参加する。会場に車で向かう道中で少年探偵団の面々は哀が1人で聴いていた曲を気にするが、コナンの発言に気を悪くした哀はその曲名を教えようとしない。一方、凧揚げ大会に参加したコナン達の凧はすぐに落下してしまう。その横では携帯電話で言い合いをする男がいた。凧揚げ大会に参加している相手の妹と浮気したことが妻にバレてしまい、携帯電話で夫婦喧嘩をしていたのだ。そして、凧揚げ大会の最中に泳げない男が川に落ちて溺れてしまう。 |
| 257 | ギスギスしたお茶会                | ギスギスしたお茶会 ゼロ 高速の飛沫血痕                                        | 84巻      | 770 - 771 | 小五郎はパチンコ帰り、蘭からの置き手紙とメールで英理が杯戸中央病院へ入院した事を知る。急いで病院へ向かうとそこには蘭とコナンも居て、英理の症状は虫垂炎だと判明し、小五郎は一安心する。その後、病室を追い出された小五郎とコナンは病院に来ていた安室に遭遇する。安室は入院しているはずの楠田陸道を探しており、彼が拳銃自殺した事を知るコナンは焦るが、立ち話をしている時に「ゼロー!!」と言う声に反応する安室を見て何かを考える。その頃、杯戸中央病院の入院患者のところには学生時代の同級生3人がお見舞いに来ていた。4人は病室でお茶会と称して紅茶を飲んでいたが、その内の1人が毒死する。                                                                                                |
| 258 | 緋色シリーズ [序章/追求]          | 最後のピース 僕の日本から… バーボンの追究、緋色の序章                         | 84巻      | 779 - 780 | 夜中、車で杯戸公園に来ていた安室とベルモットはジョディの友人でもある杯戸小学校の教師・澁谷夏子が階段から転落する現場とそれを見て逃げる人影を目撃する。その翌日、コナンと合流したジョディは高木刑事からの連絡で夏子の事件現場に駆け付け、目暮警部やキャメルとも合流する。夏子は頭蓋骨陥没で入院しており、彼女の私物は盗まれていた。コナンは彼女のカバンに採点済みの答案用紙が入っているのを発見し、そこから犯行現場は学校の職員室ではないかと推理する。その後、犯行現場が職員室である事も確定し、更に夏子を襲った容疑者3人も浮上する。そこへ安室も重要参考人として合流し、コナンと2人で犯人探しを開始する。                                                                           |
| 259 | 緋色シリーズ [交錯/帰還/真相]     | 緋色の疑惑 緋色の尋問 緋色の帰還 緋色の真相 緋色のエピローグ                  | 85巻      | 781 - 783 | 杯戸小学校での事件も終わり、コナンとジョディ達は夏子の様子を見に行ったが、1人きりになったキャメルはジョディに変装したベルモットに拳銃自殺の件をバラしてしまう。その事実をベルモットから聞いた安室は赤井が密かに生き延びている事を推理し、工藤邸に居る昴を訪ねる。一方、車で来葉峠へと向かっていたジョディとキャメルに安室が向かわせた追手が迫り来る。 |
| 260 | 太閤恋する名人戦                  | 封じ手 王手 禁じ手 妙手                                                       | 85巻      | 785 - 786 | 将棋の七大タイトルのうち名人位以外のタイトルを既に獲得しているプロ棋士・羽田秀吉は最後のタイトルである名人位を取る為に山梨の旅館で名人戦の最終局2日目へと向かう準備をしていた。そこへ差出人が自分の元恋人・宮本由美となっている手紙が届き、その手紙の内容から由美が誘拐されている事を知り、秀吉は対局の再開直後に「長考する」とだけ言い残し旅館を出て由美の捜索へと向かう。誘拐犯の指示で警察を呼べない秀吉は偶然出会ったコナン達の力を借りつつ誘拐犯から次々と出される暗号を解いていく。 |
| 261 | 真夏のプールに沈む謎              | プールに沈む死体 沈むガラスの破片 浮かび上がる真実                            | 85巻 86巻 | 787 - 788 | 領域外の妹と引き合わせる為に世良はコナンをホテルの部屋に呼んだが、蘭と園子も一緒に来てしまったので予定を変えてホテルのプールで皆と遊ぶ事にする。そこへ社長令嬢とその秘書や異母妹らが来客し、更に令嬢がネックレスを紛失した為、客をプールから追い出してしまう。だが暫くすると、1人でネックレスを探していた令嬢が遺体となって発見され、現場の状況とボーイの証言からコナンと世良の2人は事件として捜査を開始する。 |
| 262 | 三人の第一発見者                  | 親切なおばちゃん 不審な証言者たち 命を賭して…                                 | 86巻      | 792 - 793 | コナンは公園で少年探偵団と遊んだ後、組織の一員・ラムについて灰原に聞いていた。その途中、少年探偵団は先ほどの公園に居た少年と再び会うが、少年はいつも自分と遊んでくれていた老女が殺されたと自白し、その老女が住んでいるアパートに行くと老女が首吊り遺体となっていた。警察の到着と共にアパートに野次馬が集まるが、その中には少年がアパートで見かけたという人物3人が紛れ込んでいた。その3人は老女の関係者だったが、自分が部屋に入った時には既に老女は死んでいたと全員が証言する。 |
| 263 | かまいたちの宿                    | 鎌鼬あらわる 殺意の鎌鼬 鎌鼬の侵入経路 鎌鼬の幕切れ                           | 86巻      | 808 - 809 | 平次から鎌鼬が長野県と群馬県の県境にある旅館で撮影されたと言う話を聞いたコナンは小五郎や蘭を連れて平次や和葉と合流し、旅館へ駆け付ける。旅館の職員や宿泊客が鎌鼬の事で話をしていると女将が倉に鎌が仕舞われているのを思い出す。皆でその倉に入るが途中で中が真っ暗になり、小五郎や平次らが切り傷を付けられてしまう。その件で群馬県警が現場検証を行うが、その矢先に旅館の主人が鎌で殺害される。 |
| 264 | 県警の黒い闇                      | 啄木鳥 足跡と啄木鳥会 妻女山へ…！ 往く事は流れの如し 鞭声粛々夜河を渡る       | 86巻 87巻 | 810 - 812 | 鎌鼬の事件が解決し、平次と和葉を送る山村警部と別れたコナン達は長野の川中島で長野県警の大和警部達と出会い、一緒に散策する事になる。その途中で大和警部は千曲川に浮かんだ人の首を発見するが、それは大和警部がかつて配属されていた班の班長だった警部の首で後に遺体の胴体部分も焼かれた状態で見付かる。更に事件の捜査が進む中、班の刑事達が次々と殺害され、大和警部が事件の被疑者候補となってしまう。 |
| 265 | ブログ女優の密室事件              | BLOG PHOTO SELFIE                                                             | 87巻      | 814 - 815 | 阿笠博士が福引で当てたホテルのバイキングを楽しんでいた少年探偵団は主演ドラマの撮影で来ていた有名女優に出会い、その女優の付き人を一時的に務めている米原桜子とも再会する。そのドラマはW主演で彼女はもう1人の主演女優とブログのアクセス数を競っていたが、その相手が部屋に入って1人で寝入ってしまう。その後、寝ていたはずの女優が部屋で死体となって発見される。状況的には密室殺人だがコナンは犯人の目星を付けて捜査を開始する。 |
| 266 | サクラ組の思い出 [蘭GIRL/新一BOY] | 蘭GIRL（前編） 蘭GIRL（後編） 新一BOY（前編） 新一BOY（後編）                 | 87巻      | 853 - 854 | コナンと園子及び世良と一緒に4人で桜道を歩いていた蘭は幼稚園で新一と初めて会った頃の話を語り始める。一方、コナン=新一も自分の視点で当時の事を振り返る。 |
| 267 | 容疑者は熱愛カップル              | ビッグカップル誕生!? スタッフのアリバイは？ バックヤードの虚像                | 87巻 88巻 | 822 - 823 | サッカー選手・比護隆佑とアイドル・沖野ヨーコの熱愛疑惑が報道された。その知らせにショックを受けた比護ファンの哀はヨーコファンの小五郎に素行調査を依頼する。ネットを使い、比護とヨーコが共通の先輩のイタリアンレストランにいることを突き止めた哀と小五郎はコナンを連れてレストランで比護とヨーコを密かに監視するが、その途中で比護とヨーコはオーナーをしていた先輩の遺体を倉庫で見つけ、現場の状況から容疑者候補に入れられてしまう。 |
| 268 | 死ぬほど美味いラーメン2           | ラーメン屋の変な客 ホースを回す犯人!? 使いすぎた調味料                        | 88巻      | 827 - 828 | 蘭と園子、世良とコナンの4人は学校の帰り道に毒殺事件で別の場所に移転したラーメン屋へ立ち寄る。店には3人の常連客が居て、店員はまたこの店が事件に遭遇した事を話す。店の近くで強盗殺人事件が起きたらしく、その犯人を交通部の由美と苗子が追い込んだ際に犯人がこの店に逃げ込んだらしい。その時、この店に居合わせた客は今居る3人の常連客のみで刑事部もこの中に強盗殺人事件の犯人が居ると睨み捜査をしたが、シロだったと聞いた世良とコナンは独自に捜査を開始する。 |
| 269 | ゾンビが囲む別荘                  | ゾンビブレイド 死霊の葬列 人食いゾンビ 死人の行方 灯台下暗し                  | 88巻      | 830 - 832 | コナンと蘭は小五郎に連れられ、ホラー映画のロケ地となった群馬の貸別荘へ聖地巡礼にやって来る。そこで首の折れたゾンビの謎を解くために来ていた平次と和葉に遭遇し、続編を撮影しにやって来た映画スタッフと出会った。小五郎の具合が悪くなったので、彼が治るまでロケの見学をする事になるが、スタッフの一人が毒を飲んで死亡し、その夜には大量のゾンビが別荘に押し寄せてくる。 |
| 270 | 仲の悪いガールズバンド            | ガールズバンド 消された手がかり 死角での犯行                                  | 88巻 89巻 | 836 - 837 | ガールズバンドを描いた映画に感化された園子は蘭や世良と共にガールズバンドを結成しようと持ち掛ける。蘭以外は音楽の経験が無くあまり乗り気ではないが、その場に居合わせた安室の提案により貸しスタジオへ行ってみる事になる。しかし、満室の為に休憩室で待っていると少し揉めている様な雰囲気のガールズバンドが来ており、ドラム担当のメンバーが仮眠を取るためにスタジオへ戻って行く。その後、他のメンバーが代る代るスタジオを訪れた後、悲鳴を聞いたコナン達が駆け付けると、そこにはドラム担当のメンバーが絞殺遺体となって横たわっていた。 |
| 271 | 探偵団はヤブの中                  | デパートでランチ！ バラつく証言 証言の真相                                    | 89巻      | 843 - 844 | コナンと灰原を含む少年探偵団は阿笠博士が福引で当てたデパートのランチを食べに来ていた。ランチを食べ終えた後、1万円分の商品券も当てた事を博士から聞いた少年探偵団は各々の欲しい物を探しに別々のフロアへと向かう。それから30分後、コナンが先ほどのレストランでシェフがクレーマーと会う約束をしていた時間になった事を気にしていた時、悲鳴が響く。悲鳴が聞こえて来た方向へ向かうとそのシェフが刺されており、犯人が階段で逃げた事を息も絶え絶えに伝えて来る。それを聞いたコナンはすぐさま探偵団のメンバーに階段で待ち構えて犯人の特徴を捉えるようにDBバッジで伝え、灰原はデパートの入り口を固める。しかし、怪しい人物を3人捕らえたにもかかわらず、探偵団の証言は三者三様でバラバラだった。 |
| 272 | 千葉のUFO難事件                   | 千葉の難事件 未確認飛行物体 ソーラーバルーン                                  | 89巻      | 847 - 848 | 警視庁内では千葉が2か月前の事件について交通部の由美と苗子に宇宙人を見なかったかと聞き呆れられていた。一方その頃、毛利探偵事務所でもUFOを探して欲しいと蘭の空手友達である杯戸高校の女生徒が依頼に来ていた。沖野ヨーコの影響でUFOにハマっている小五郎はコナンと蘭も連れて、依頼者がUFOを目撃したと言う杯戸高校近くの公園へ向かう。そのまま高校へ侵入した一行は何故かダイエット中の千葉が捜査を担当する2か月前の事件現場を偶然見つけ、千葉から事件の概要を聞く。被疑者はほぼ決まっているものの、その人物は「宇宙人が目の前で殺人を犯した」と証言していて困っていると言う。この情報は小五郎が酒の席で話したためにネット上に拡散されてしまい、千葉は躍起になって事件の解決に奔走する。    |
| 273 | 婚姻届のパスワード                | 意地悪なおじいさん 真の夫婦 座右の銘                                          | 89巻      | 849 - 850 | 佐藤刑事と共にショッピングへ出掛けていた交通部の由美は王将戦に臨む秀吉のニュースを偶然目にし、秀吉が「太閤名人」と呼ばれる有名な棋士である事を初めて知る。佐藤は由美が秀吉から貰ったという封筒の中身は婚姻届に違いないと伝えるが、由美は封筒を雑誌の栞として使用し、その雑誌を今朝ゴミ置き場に置いてしまった事を思い出し、偶然会った少年探偵団と共に自宅へ戻る。既にゴミ置き場にゴミは無かったものの、コナンの機転により管理人が由美の部屋の前に置いていた事が分かる。しかし、その管理人は意地悪なことに婚姻届を手に入れたければ暗号を解けと要求してくる。その頃、秀吉は王将戦に臨んでいた。                                                                                         |
| 274 | 17年前と同じ現場                  | 握られたハサミ 甘い匂い 切り取られた文字                                      | 89巻 90巻 | 861 - 862 | 王将戦に敗れて六冠王に成り下がった秀吉の義兄・羽田浩司はコナン=新一や灰原=志保が飲んだAPTX4869の被投与者だった。コナン達は浩司が殺害された17年前の事件について調べていたが、その事件現場に残されていたハサミのことで阿笠博士は今朝起きた殺人事件で被害者の不動産会社社長が自分の発明したハサミを持っていることと、その件で事情聴取に呼ばれている事を思い出す。コナンと阿笠は会話を盗聴していた昴=赤井と共に現場へ向かうが、その事件は17年前の事件と酷似していた。 |
| 275 | 霊魂探偵殺害事件                  | 霊魂探偵 怪しき隣室には 暗がりに鬼を繋ぐが如く                                | 90巻      | 863 - 864 | 羽田浩司の死に組織のNo.2であるラムが関係していることを知ったコナンは、この事件について何か分かったことがあると言う霊魂探偵とのテレビ番組での対談企画に臨む小五郎に付いて行く。ところがテレビのディレクターと共に霊魂探偵の宿泊しているホテルの部屋へ向かうと彼はベッドの上で死んでおり、人影らしきものが消えて行った隣の部屋を訪ねると、その部屋には世良が居た。犯人を突き止めたコナンはいつものように小五郎を眠らせるが、蝶ネクタイ型変声機を失くしたことに気付く。しかも変声機は領域外の妹に拾われており、彼女は世良と協力しながら自分の推理を明かす。 |
| 276 | 裏切りのステージ                  | 裏切りの制裁 裏切りの行方 裏切りの矛先 裏切りの真相                           | 90巻      | 866 - 867 | コナンは蘭や園子、昴=赤井と共に新一邸を掃除していた。そこで男性アーティストが「ASACA」と言う曲を近々発表すると聞いたコナンと沖矢は羽田浩司の死と何か関係があるのではないかと疑い、彼のライブのリハーサルへ行くと言う園子と蘭に付いて行くことになる。当日、ライブ会場に到着するが、歌詞が未完成なので見学できないとマネージャーに告げられ、レコード会社の社長やスクープを狙う雑誌記者と話をしていた。そこへ安室が梓に変装したベルモットと共に会場に来てしまい、コナンは赤井の変装が発覚することを恐れる。その直後、ステージ上で首を吊ったアーティストの死体が発見され、コナンと沖矢は安室と共に事件の解決に臨む。                                                                     |

### 91 - 100巻
| 話  | エピソード名                            | 目次                                                                      | 収録       | アニメ      | あらすじ |
| --- | --------------------------------------- | ------------------------------------------------------------------------- | ---------- | ----------- | --- |
| 277 | コナンと平次の鵺伝説                    | 宿里村の怪 鵺の鳴く夜 鵺の爪跡 牙を剝いた鵺 悲しき鵺伝説                  | 90巻 91巻  | 872 - 874   | コナンと蘭は平次と和葉から徳川埋蔵金の噂を探らないかと誘われ、静岡県の宿里村にあるホテルに宿泊する。そこで宿泊客からこの村で起きた落盤事故で徳川埋蔵金の発掘チームの一員だった外国人の男が死に際に「nue」と書いたメモを残したという話を聞くが、夜になって別の宿泊客が遺体で発見される。コナンと平次が確認してみると遺体には鵺（）に攻撃されたような跡が残っていた。 |
| 278 | 怪盗キッドの絡繰箱                      | 木神 接近 日記                                                            | 91巻       | 887 - 888   | 次郎吉は未亡人の依頼を受け三水吉右衛門の作った絡繰箱の中にある宝石を盗んでみよ、との挑戦状を怪盗キッドに叩きつける。このニュースを見たコナンと灰原・阿笠は絡繰箱の展示してある大図書館へと向かい、小五郎と蘭・園子・昴=赤井も合流し、箱の開け方を全員で模索するが、開け方の書かれた紙は1万冊ほどの本のうちの1ページに挟まれており、作業は難航する。 |
| 279 | 新任教師の骸骨事件                      | スキュタレー暗号 解読不可能!? 若狭先生のヒミツ                            | 91巻       | 889 - 890   | 帝丹小学校1年B組に副担任・若狭留美が赴任して来る。赴任初日の若狭は線引き用の石灰を取りに行くことになるが、石灰の置いてある旧体育倉庫は古い上に不気味な噂もあることを知った彼女は少年探偵団と一緒に取りに行くことにする。ところが一同はその倉庫の地下室で白骨死体を発見し、その手には謎の文字の書かれた紐が握られていた。これに関して校長は10年前に学校付近で強盗殺人事件があったと証言する。コナンは紐に書かれた文字がスキュタレー暗号だと見抜いて解読を試みるが、何度やっても答えを掴めずにいた。 |
| 280 | 試着室の死角                            | 試着室で水着♡ 指で残した伝言（メッセージ） もう1人のお客さん              | 91巻 92巻  | 878 - 879   | デパートの試着室でコナンを連れて水着を試着していた蘭と園子・世良は、試着を終えて帰路につこうとしていた。ところがエスカレータでコナンが別の衣料品店でデパート店員にクレームを言う客や会社の社長と秘書達が起こしていたトラブルを話していた折、悲鳴が聞こえその方向に向かうと、現場はコナンの話していた衣料品店だった。そこでは試着室で社長が絞殺されており、右手で口紅を握り締め、左手は拳銃のようなジェスチャーを遺していた。 |
| 281 | さざ波の魔法使い                        | さざ波の邂逅 さざ波の捜査官 さざ波の魔法使い                              | 92巻       | 881 - 882   | 殺人のあったデパートから帰る途中、コナン=新一は10年前に世良と会っていたことを思い出す。当時、遊びに来た静岡の海水浴場で赤井や世良と出会った新一と蘭は崖から海に転落する自動車を目撃してしまう。死亡した運転手は時計強盗犯で生き延びた共犯者は海水浴の客に紛れ込んでしまう。 |
| 282 | となりの江戸前推理ショー                | 江戸っ子探偵!? 奪われた万馬券 江戸前推理ショー                            | 92巻       | 894 - 895   | 当たりの万馬券が偶然手に入ったのを機に小五郎はコナンと蘭を事務所近くの寿司屋に連れて行く。眼帯を付けた板前・脇田兼則と話をしていると3人の客が来て、その後に1人の女が入って来る。その女はポーチを盗まれた被害者でGPSを使って寿司屋に辿り着いたという。そのポーチに万馬券が入っていることから犯人は小五郎を含めた4人の客に絞られ、コナンと脇田の推理が始まる。 |
| 283 | 白い手の女                              | 若狭先生の自宅 白い手の女 真っ白な気持ち                                  | 92巻       | 896 - 897   | 学芸会『一休さん』で使う虎の屏風絵を汚してしまった若狭先生は描き直すためにコナンと少年探偵団を高層マンションの自室に誘い込む。絵が完成した後、隣室から聞こえる大音量の音楽に怒った元太が隣室に怒鳴り込むが、そこで寝ているプロゴルファーの男とその横で死んでいる彼女を発見してしまう。 |
| 284 | 謎解きは喫茶ポアロで                    | 喫茶ポアロで暇潰し 待ち合わせは喫茶ポアロで 喫茶ポアロで謎解きを          | 92巻 93巻  | 885 - 886   | 和葉はイルミネーションを見るために平次を連れて東京に来る。蘭の調理が終わるまでの間、コナンと平次はポアロで時間を潰すが、そこで殺人未遂事件が起きる。コナン、平次、安室がそれぞれ推理する中、素性不明の客・和田進一が事件に絡む。 |
| 285 | 妃弁護士SOS                             | 英理、増殖す 英理、万事休す 英理、SOS                                     | 93巻       | 901 - 902   | コナン達と映画鑑賞を約束していた英理は事務所に押しかけた男達に誘拐されてしまう。運ばれた廃ビルで誘拐犯は英理を被写体に恥ずかしい動画を撮ろうとするが、逆にスマートフォンを奪われて逃走を許してしまう。身を潜めた英理はスマートフォンのチャットを通して蘭に助けを求めるが、誘拐犯は英理のスマートフォンを使いチャットで嘘のメッセージを送信。コナン達は真実と嘘が交じったメッセージに惑わされる羽目になる。 |
| 286 | 燃えるテントの怪                        | ティップオフ ヴァイオレーション ブザービーター                            | 93巻       | 909 - 910   | コナン達は風邪を引いた阿笠の代わりに若狭先生を連れてキャンプに出掛ける。現地でバスケットボール部所属の大学生と共に過ごすが、夜中に大学生達のテントが炎上し、中にいた部員の男が焼死してしまう。そして現場の近くで偶然泊まっていた黒田兵衛管理官が火災捜査の指揮を執ることになる。 |
| 287 | 恋と推理の剣道大会                      | 今日こそ決着を 手ェ出さんとき ここで会うたが… ちょー待て                  | 93巻 94巻  | 916 - 917   | 平次が出場する剣道大会の観戦に来たコナンと蘭は会場のトイレで剣道の審判員だった男の遺体を発見する。そこへ平次のライバル・沖田総司が現れ、新一そっくりの姿に蘭とコナンは動揺する。その後も平次、高木、佐藤が現場に入り、殺人事件の捜査が始まる。一方、和葉は会場で待機し、紅葉も会場に入っていた。 |
| 288 | JKトリオ秘密のカフェ                    | 蘭の跡を… わからないのか？ 旅行の真相                                     | 94巻       | 919 - 920   | ご機嫌で外出する蘭を尾行していた小五郎とコナンはカフェに辿り着く。そこへ園子と世良が入店し、京都旅行のことで蘭と話し合っているとカフェのウェイターが撲殺される事件が起きる。推理の中、コナンは蘭達の旅行の目的が分からず悶々（）とする。 |
| 289 | 心のこもったストラップ                  | 灰原の機嫌 ストラップを探せ！ ただのじゃないもん！                        | 94巻       | 925 - 926   | カフェで蘭達が話し合っていたのは帝丹高校の修学旅行のことだと判明する。自分も参加したいコナン=新一はAPTX4869の解毒剤を懇願するも哀に断られてしまう。その後、コナン達はサッカー観戦を終えて帰ってくるが、哀はスタジアムで買った比護のぬいぐるみストラップの紛失に気付いて落ち込んでしまい、コナンと少年探偵団は安室と共にストラップを探しに向かう。 |
| 290 | 紅の修学旅行                            | 鮮紅の天井 紅蓮の魔物 紅檜皮の犬矢来 紅鼠の痕跡 薄紅の回答 濃紅の予兆     | 94巻 95巻  | 927 - 928   | 哀からAPTX4869の解毒剤を貰ったコナン=新一は平次の協力も取り付け、修学旅行に参加する。目的地の京都で新一は有希子の知人だった女優から暗号を解いて欲しいと依頼されるが、その夜から女優の関係者が次々と殺害されていく。新一は解毒剤の時間制限と戦いながら平次や世良と共に事件に挑む。 |
| 291 | マリアちゃんをさがせ！                  | じっとしてなさい！ 焦ってんだよ ホラ♡                                     | 95巻       | 941 - 942   | コナン=新一は早退の形で修学旅行を終えるが、京都で新一が目撃されたという話がネットで広まり、昴と平次はマスコミへの対応に追われる。目撃情報の件で焦る哀は、小林先生からクラスメイトの東尾マリアが無断欠席しているとの話を聞き、少年探偵団はマリアの祖母の家に向かう。その家の中には妙な文章と矢印が残されていた。 |
| 292 | 迷宮カクテル                            | 黒ウサギ亭にて バイバイだね あの女性の記憶 ぬかったな                     | 95巻       | 952 - 954   | 脅迫状の差出人を見付け出して欲しいと言う依頼を受けた小五郎は、蘭やコナン、安室と共に依頼人から指定された「黒ウサギ亭」と言うバニーガールのクラブで依頼人と落ち合う。脅迫状の内容や事情などを聞いている最中、バニーガールの1人が毒を盛られて倒れてしまい、小五郎と安室、コナンは捜査に乗り出す。その中で安室は、宮野エレーナとの記憶を思い出していた。 |
| 293 | 標的（ターゲット）は警視庁交通部        | 同い年なのに… 臨場 女性警察官連続殺人事件 駐禁の標識 「ミケ」じゃなくて   | 95巻 96巻  | 971 - 974   | 苗子と千葉の恋愛に進展が無いことを見兼ねた交通部の先輩婦警2人が苗子をカラオケに誘う。カラオケから出た直後、泥酔した苗子と別れた先輩婦警は近くの公衆トイレで「女の子の泣き声がする」と通行人から尋ねられ、近くの公園へ通行人と共に向かう。公園に到着した直後、婦警は襲われ一度は返り討ちにするものの、更に反撃を喰らい撲殺される。翌朝、泥酔した苗子を介抱していた婦警は現場で佐藤に何かを言おうとして止める。その夜、その婦警の転落死体が発見され、事件は女性警察官連続殺人事件へと発展する。 |
| 294 | キッドVS高明 狙われた唇                 | 氷中 入替 翻弄 遺品                                                       | 96巻       | 983 - 984   | 平次と和葉はコンクパールのビッグ・ジュエル「妖精の唇（フェアリー・リップ）」の見物のために東京の鈴木大博物館へやって来る。この「妖精の唇」には怪盗キッドの予告が届いており、自分宛と思われる封筒を受け取りに警視庁へ来た長野県警の諸伏警部も加えて、コナンと蘭、小五郎と中森警部と共に警護する。そこへ、「妖精の唇」の持ち主である宝石ブローカーに対して、本当は自分の祖母のものだと主張する女性も現れ言い争いになる。その頃、蘭は和葉に今度こそ本当にラブの予感がすると伝えていた。 |
| 295 | 代役・京極真                            | 代役君 妙な薬 世良の追及 大人びてる子 大切な物ですから…                   | 96巻 97巻  | 993 - 995   | 映画を見終わったコナンと蘭、世良と園子、そして京極はドラマの撮影現場に遭遇する。勘違いから役者を気絶させてしまった京極は、ドラマの内容がアクションでヘルメットを被る役だったこともあり、代役として出演することになる。しかし、撮影が再開したのも束の間、主演の俳優がロケ地の廃校舎4階から転落死する。コナンは世良と共に推理を開始するが、世良はコナンの正体が新一ではないかと疑い、蘭と園子に追及して推理を疎かにし、コナンはこの世良の行動に動揺する。 |
| 296 | 36マスの完全犯罪（パーフェクトゲーム）  | 探偵の目 雪山の山荘 泣く子も眠る 兄さんみたいに ヤバイ感じが              | 97巻       | 1003 - 1005 | 暗号の書かれた紙の同封された依頼者からの手紙の指示に従った小五郎とコナンは、風邪を引いた園子の看病で行けなくなった蘭の代わりに、安室と脇田を連れて4人で長野県の山奥に建つ廃教会へ向かう。到着した廃教会には、依頼者の知人が集められており、彼らから依頼者が既にこの廃教会で自殺していることと、彼らも謎の人物から暗号を受け取っていることを知る。さらに、彼らが乗ってきた車は崖下へ転落し、廃教会へ続く唯一のトンネルも人為的な雪崩で塞がれてしまう。一同は、廃教会の中でも暗号を見つけるが、その直後、トイレでボウガンによる殺人事件が起こり、小五郎とコナン、安室と脇田で事件解決に臨む。                                                       |
| 297 | 山菜狩りとクローバー                    | 山菜採り 幸運の御守り ドジだから                                          | 97巻       | 1011 - 1012 | コナンと灰原を含む少年探偵団は、小林と若狭の引率で、群馬に住む他校の教師と彼女の車で山菜取りに出掛ける。途中で喉が渇き車に戻ると、到着した際には無かった遺体が現れ、その遺体が車を運転して来た教師の婚約者であることが分かる。 |
| 298 | 骨董盆は隠せない                        | 堆黒盆 アダルトな子 時の流れを… 隠すより現る                              | 97巻 98巻  | 1018 - 1020 | 伯父である栗介の別荘で発見した小皿の鑑定を依頼していた阿笠は、鑑定結果を聞くため、コナンと灰原、沖矢=赤井と世良を連れて鑑定家の元を訪ねる。この鑑定家は堆黒盆と呼ばれる貴重な盆を3つ同時期に鑑定しており、真贋の差を説明してくれるという。ところが、一行が到着した直後に鑑定家が槍で殺害されてしまい、堆黒盆の鑑定を依頼していた3人の依頼者が容疑者になる。 |
| 299 | 大岡紅葉の挑戦状                        | 紅葉の挑戦状 フットボウル好きの母より 30年ぶりの兄弟 思い出のジンギスカン | 98巻       | 1024 - 1025 | 平次は大岡紅葉の策略により彼女への依頼を巡ってコナン=新一と推理対決をすることになり、和葉と共に東京にやって来て、そこへ紅葉と伊織も合流する。依頼人である元家政婦から送られてきた暗号を解いた平次とコナンは、コナンの付き添いできた蘭たちとともに目的地へ向かうが、到着すると元家政婦の長男が転落死しており、これが事故や自殺ではなく殺人であることが判明すると、その場にいた他の3人の兄弟が容疑者となる。 |
| 300 | 太閤名人の将棋盤 [初手編/妙手編/王手編] | 名人の髭 名人の目 名人の手 名人の奥の手                                   | 98巻       | 1033 - 1035 | コナンと灰原が少年探偵団と道を歩いていると小綺麗な格好をした秀吉と出会う。由美とのデートかと思いきや、別の人との約束だと言って去ったところに、秀吉を尾行する由美が現れる。由美によると、最近の秀吉は小綺麗な格好で出掛けるが用事を言わないことが多く、灰原は浮気だと断言する。コナンと共に尾行を続行した由美が、女性と会っている秀吉に声を掛けると、女流棋士を交えて将棋の勉強会を開いていることが判明する。コナンと由美も勉強会に付いていくと、勉強会を主催している棋士が殺されており、秀吉は現場にあったものを見て何かに気付いて、犯人に単独で接触する。                                                                                        |
| 301 | 天罰くだる誕生パーティー                | 持ってたよ… 何故泣いている… とても信じられない… 弟子で、魔法使い          | 98巻 99巻  | 1045 - 1046 | 蘭と園子、世良はコナンを連れて同級生のモデルをやっている姉の誕生パーティーにやって来る。世良にAPTX4869の解毒薬を見られたコナンは慌てふためき、世良は解毒薬の存在を母親のメアリーに知らせる。その後、パーティーの一環で姉妹の生い立ちムービーを鑑賞していると何者かのうめき声が聞こえ、明かりが点くと嫌な感じで絡んできていたヘアメイクが亡くなっていた。 |
| 302 | 牧場に墜ちた火種                        | 不気味な牧場 ドジと疑惑 光 強いのは…                                      | 99巻       | 1053 - 1054 | コナンと灰原は小林先生と若狭先生の引率のもと、少年探偵団とともに鶏を譲り受けるために、道中のバスで出会った安室とともに牧場を訪れるが、牧場主は不在だった。そんな中、鶏を捕まえようと追いかけた歩美がはぐれてしまい、手分けして彼女を探していると、コナンと安室、光彦と小林が歩美を人質に取った牧場主の弟と名乗る人物に捕まり地下室に監禁されてしまう。監禁場所には先に爆弾の窃盗犯を尾行していた風見も監禁されており、傍らのベッドには牧場主らしき人物の遺体もあった。 |
| 303 | 沖野ヨーコと屋根裏の密室                | 小五郎、窮地に陥る 屋根裏の密室 暗号の理由                                | 99巻       | 1059 - 1060 | 探偵事務所を訪れた沖野ヨーコは、テレビドラマのロケハンでプロデューサーと訪れた軽井沢の洋館で発生した事件の謎解きを小五郎に依頼する。その洋館はプロデューサーの姉の嫁ぎ先の別荘で、その姉自身は失踪しており、家主と弟夫婦も同時期に訪れていた。その夜、別荘の部屋で寝ていたヨーコは夜中にうめき声と足音を聞き、廊下に出てみると血痕が点々と続いていたものの、途中で途切れており、別荘の家主の姿が見当たらない。家主の捜索を続けて4日目、警察が別荘の屋根裏部屋に窓を破って侵入すると、背中にボーガンの矢が刺さった状態で家主が絶命していた。謎を解こうとした小五郎は腹を壊してトイレに籠もったものの、そこへ脇田が現れコナンとともに推理を始める。 |
| 304 | 工藤優作の推理ショー                    | TVで推理ショー!? ショーの打ち合わせ ショーはこれから                      | 99巻 100巻 | 1071 - 1072 | 中森警部の依頼で怪盗キッドの冤罪を晴らした優作は、目暮から連続密室殺人事件と見られる事件の解決を依頼され、警視庁の正門までの道中で殺害トリックを解いてしまい、警視庁の前で待ち構えていた報道陣に、この連続殺人事件の真相を週末のテレビ特番で話すと宣伝する。しかし、本番の前日にレストランで食べたディナーで食中毒を起こし、有希子は自分が優作に変装してコナンに変声機による助けを求めるものの、有希子自身も食中毒で倒れてしまい、困惑するコナンのもとに優作の変装をした何者かが現れる。 |
| 305 | 黒ずくめの謀略 [狩り/上陸/正体]         | 血染めのID 計略の街角 闇夜の追跡劇 暗中の灯火 狩人と獲物 RUM              | 100巻      | 1077 - 1079 | コナンと灰原は、少年探偵団との帰り道で2日続けて2人の外国人の身元不明遺体が発見されたニュースについて話していた。すると、何かが落ちる音が近くで鳴り、コナンたちが駆け付けると外国人の遺体が横たわっていた。遺体の男が飛び降りたと見られるビルの屋上にウォッカを見つけ、灰原と探偵団を遠ざけたコナンは、遺体の身元がFBI捜査官であることを突き止め、単独で工藤邸へと向かうと、ジョディやキャメル、赤井にジェイムズと言ったFBIの面々が揃っており、黒ずくめの組織とFBIの頭脳戦に参加することとなる。 |
| 306 | 不吉な縁結び                            | 秘密のお参り 見当たり捜査 雪だるま                                        | 100巻      | 1085 - 1086 | 毛利探偵事務所を和葉が訪れ、コナンと蘭は3人で縁結びの神社に向かうことになる。そこで、狐のお面を被った平次を見つけたコナンは彼と合流し、平次は正体を隠して4人で行動を共にする。その後、境内で悲鳴が聞こえ駆け付けると男の遺体があり、男が見当たり捜査を担当する刑事であることが判明して、容疑者が指名手配犯3人に絞られる。 |

### 101巻 -
| 話  | エピソード名                                                 | 目次                                                           | 収録        | アニメ      | あらすじ |
| --- | ------------------------------------------------------------ | -------------------------------------------------------------- | ----------- | ----------- | --- |
| 307 | 宮野明美のタイムカプセル                                     | こんな所で会えるとは… タイムカプセル 6年A組の人気者            | 101巻       | 1093 - 1094 | ウサギの世話のため、少年探偵団とともに日曜日の帝丹小学校を訪れていたコナンと灰原は、灰原の姉である宮野明美の同期の卒業生と偶然出会う。学校の教室で同窓会を開くという卒業生はタイムカプセルを探していたが、その場所を知っているのは今は亡き明美だけだった。明美が先生に託した暗号をもとに、妹である志保=灰原へのメッセージも入っているというタイムカプセルを一緒に探すことになる。 |
| 308 | 風の女神・萩原千速                                           | 風の女神 風の追跡 風の確保                                     | 101巻       | 1098 - 1099 | 蘭と小五郎は、園子の計らいにより高級レストランで食事を摂ることになった。コナンと阿笠は後から合流し、阿笠はトイレに立った際に、脅迫を受けてSPが付いている会社社長と入れ替わることになった。ところが、その直後に阿笠が社長と間違われて何者かに誘拐されてしまい、コナンはスケボーで追うが、あと一歩のところで窮地に陥ってしまう。そんなコナンを助けたのは神奈川県警の白バイ隊員・萩原千速だった。コナンは千速とともに犯人を追う。 |
| 309 | キッドVS安室 王妃の前髪（クイーンズ・バング）                | 挑発 煙霧 再現                                                 | 101巻       | 1105 - 1106 | コナンと蘭、園子は「ロバノフ王朝の秘宝展」を見るため鈴木大博物館を訪れていた。怪盗キッドが展示品のティアラ「王妃の前髪」を盗むと予告したため長い行列ができていた。喫茶「ポアロ」が臨時休業のため同じく列に並んでいた安室と梓に合流し、安室はカードマジックを披露する。そこへ変装した姿で近付いたキッドがコナンたちを挑発し、安室も挑発に乗って非番の風見まで動員してキッドと対決することになる。 |
| 310 | 高木と伊達と手帳の約束                                       | 手帳に遺されたもの 瞑れる事件 遺志を継ぐ者                     | 101巻 102巻 | 1109 - 1110 | 入院している阿笠博士のお見舞いの帰りに、少年探偵団と歩いていたコナンと灰原は、犯人を追跡中の佐藤と高木と出会う。高木から1年前に伊達航の遺した手帳に書かれたメモを見せられるや否や暗号を解いたコナンは、暗号に書かれている場所である喫茶「ポアロ」へ全員で向かうことになった。暗号によると、「ポアロ」で何らかの取引きが行われるようだが、1年前の事件で伊達もこの世に居ないため、取引きの中身については皆目見当がつかない。そんな中、梓の目撃証言により、毎週同じ時間に誘拐されたと思しき少年が通ることが判明し、安室も交えてその誘拐事件の解決に臨むことになる。 |
| 311 | 群馬と長野 県境（ボーダー）の遺体                            | ライン上の殺人 境目の思い出 ミッちゃんのお家                   | 102巻       | 1123 - 1124 | 人探しの依頼のために群馬県を訪れていたコナン、小五郎、蘭は依頼終了後、山村に美味しい食べ物の店を聞こうと電話すると、「県境で殺人事件が発生し、他県警の刑事と揉めているので来てほしい」と頼まれる。動画配信者が殺害されたという事件現場には長野県警の大和、上原、諸伏がおり、どちらの管轄かで揉めていたが、諸伏の提案によって合同捜査が行われることになる。また、山村は諸伏との面識は無いはずであるが、既視感を覚えたことを本人に伝える。 |
| 312 | 千速と重悟の婚活パーティー                                   | 15の受難 18の想起 バカ共                                       | 102巻       | 1115 - 1116 | 横溝重悟は、結婚を強く勧める両親や兄に辟易しつつも、不本意ながら都内の婚活パーティーに参加することになった。そこには女性は参加費無料で料理が食べられると言う謳い文句に釣られて参加した萩原千速と、その友人の大江忍がいた。ところが、別室での個別のアプローチタイムの最中に女性が殺害され、その第一発見者となった横溝は、偶然パーティー会場の前に居合わせた小五郎やコナン、蘭と共に警視庁の捜査に協力することになる。 |
| 313 | 大岡紅葉の甘い罠                                             | 甘い罠 半開きの扉 扉の先の真実                                 | 102巻       | 1135 - 1136 | 蘭と和葉は、京都でスイーツの食べ歩きをしていた。同じ頃、京都にて小五郎、平次、コナンは大岡コンツェルンがスポンサーとなっている舞台の打合わせをしていた。舞台の監修として黒田兵衛も参加することになるが、その最中、演出家が殺害される密室殺人事件が発生、京都府警の綾小路警部も臨場し、捜査を開始する。また、事件解決後、伊織と黒田が意味深な会話を交わす中、その横を一台の車が走り抜けていく。 |
| 314 | トリプルコラボの浮気疑惑                                     | コラボ 新しい刺激 映え                                         | 102巻 103巻 | 1130 - 1131 | コナンたち少年探偵団と阿笠博士は、映画鑑賞の帰りにファミリーレストランを訪れていた。その店は映えるスポットを見ることができ、更に誕生日のお祝いもできる場所でもあった。歩美、元太、光彦は店内で千葉刑事、小林先生、羽田秀吉の3人を見かけ、千葉は苗子、小林は白鳥、秀吉は由美と一緒に来ていると推測するが、実際は小林と千葉、秀吉と苗子、白鳥と由美という組み合わせだった。そんな中、店の試作品を試食していたウェイトレスの友人グループの1人が毒殺され、前述の6人が一堂に会することになる。 |
| 315 | ホテル連続爆破事件                                           | 偶然の出会い 3つの暗号 四角の秘密                              | 103巻       | 1144 - 1145 | 蘭経由で世良に教えてもらった書店で絶版の推理小説を買ったコナンは、世良と出会う。世良は、自身と母親のメアリーが今いるホテルにコナンを連れて行くべく、コナンと出会うきっかけを作るために近くの書店を教えていた。そこで今起こっているホテル連続爆破予告事件の1つ目の暗号を世良が入手したことを聞き、コナンはAPTX4869の解毒薬を奪うための罠だと知りつつ世良たちがいるホテルに向かう。ホテルでは、世良の隣の部屋から爆破予告の暗号が見つかり、コナンと世良とメアリーはその場に居合わせた蘭の母親の妃と協力して解決に当たる。一方で、世良とメアリーには怪しげな人物が近付いていた。 |
| 316 | 探偵団と二人の引率者                                         | 引率者 海の家 下がれ                                           | 103巻       | 1148 - 1149 | 静岡県の海水浴場が仮面ヤイバーとコラボしていることを知った少年探偵団は、ギックリ腰の阿笠博士に代わって若狭の引率で海水浴場へ向かうことになった。そこで、若狭の目的が灰原を探ることであると察したコナンは、沖矢昴にも引率を頼み、レンタカーで海水浴場に到着する。若狭と沖矢が少年探偵団を見守りながら、互いの正体を探り合っていると海の家で殺人事件が発生し、少年探偵団と沖矢で捜査を開始する。 |
| 317 | 怪盗キッドと王冠マジック                                     | 煙滅 捜索 表裏                                                 | 103巻       | 1150 - 1151 | コナンと蘭、園子は、トルマリンが埋め込まれた王冠「海の魔女の水飛沫（セイレーン・スプラッシュ）」を盗むという怪盗キッドの予告が届いた銀座の鈴木ビルにやって来た。そこには喫茶ポアロの出前の梓や、いろは寿司の出前の脇田も来ており、厳重な警備と共に仕掛けも組まれていた。鑑定士の鑑定をひとしきり終え、予告の時刻になるとキッドが現れ、コナンとの対決に臨む。 |
| 318 | 17年前の真相 [血染めの騎士(ナイト)/達眼の悪魔]               | 白黒の序盤 血染めの騎士 陥落の涙                               | 104巻       | 1164- 1165  | チェスの大会に出場する白鳥警部を応援するため、コナンと灰原は、小林先生と若狭先生の引率の元、少年探偵団とともに大会の会場であるホテルへ来ていた。白鳥は初戦で偶然同じ大会に出場していた黒田管理官と当たるが、対局中に誰かの着メロが鳴るというハプニングもあり、負けてしまう。その後、忘れ物を取りに戻った白鳥以外のメンバーで控え室で休憩していると、別のグループの1人がボウガンで襲われ、犯人が逃げたと思われる方向へコナンと黒田が駆け付けると、ボウガンで撃たれて死亡しているグループの別のメンバーをトイレで発見する。黒田が目暮警部と鑑識を呼び、状況的にアリバイの無い白鳥も被疑者に含めて捜査が開始される。 |
| 319 | 17年前の真相 [遠見の角行/女王の謀(クイーンズ・ギャンビット)] | 達眼の悪魔 遠見の角行 名人の囲い 女王の謀                      | 104巻       | 1165 - 1167 | チェスの大会の会場で発生した殺人事件を解決したコナンは、その推理力を買われ黒田管理官に別室へと誘われる。黒田は17年前に羽田浩司とアマンダ・ヒューズが殺害された事件の現場となったホテルに宿泊しており、アマンダの殺害現場で発見していたチェスの駒を使ったダイイング・メッセージの解読をコナンに依頼するため、当時の事件についての詳しい説明をコナンに始める。一方、若狭の正体をアマンダのボディーガードであると見抜いた黒ずくめの組織のラムは彼女を暗殺しようとキャンティとコルンを動員し、組織の動きに感付いた若狭も対抗するための行動を開始していた。 |
| 320 | 人喰い教室の怪                                               | 不穏な参観日 花壇の怪 零れた真実                               | 104巻       | 1169 - 1170 | 帝丹小学校で授業参観が行われることになった。参観日当日、コナン=新一の母である工藤有希子は以前変装したコナンの母という設定の江戸川文代に扮して学校へ行く支度をしていた。一方、学校では授業参観の始まる直前の昼休みにコナンたちのクラスの前の花壇でボヤ騒ぎが起き、授業参観は中止になるかと思われた。しかし、ボヤの原因を自動発火装置であると踏んだコナンは、昼休みが終わるまでにボヤ騒ぎの原因を解明すると約束し、解決に臨む。 |
| 321 | 執事になった理由                                             | 執事と謎 執事とお嬢様 執事と探偵                               | 104巻 105巻 | 1171 - 1172 | 東京に用があるため新幹線で移動していた平次と和葉に、紅葉と伊織が付いて来る。紅葉は自分たちの乗る車両を貸切状態にしていたが、途中酔っ払いにビールを掛けられたためトイレに立った伊織は洗面台でスマホを発見する。そこへ電話が掛かって来たため伊織が出ると、彼の正体を知っているという男から、死体となっている男性が持っているはずのUSBメモリを探し出せと命じられ、紅葉を人質に取られたため不本意ながら従うことになる。 |
| 322 | 紅蓮髑髏の伝説                                               | 山中の雨宿り 折檻部屋の謎 舞い上がって…                        | 105巻       | -           | 平次と和葉は絶景スポットを目指して、コナンと蘭、小五郎を連れ立って山を登っていた。途中で雨が降ってきたため、一行は近くにあった寺で雨宿りをすることになる。魔物の伝説が伝わるその寺では最近、僧侶の1人が折檻部屋から姿を消したという。小五郎の姿が見えなくなったため探していた蘭は、階段を上る人魂を目撃して悲鳴を上げる。その悲鳴を聞いて駆け付けた平次とコナンは、失踪していた僧侶の遺体を折檻部屋で発見する。 |
| 323 | コナンとキッドの共同推理                                     | 天空 代役 証明 探偵                                            | 105巻       | -           | コナンと蘭、園子が訪れたベルツリータワーの展望デッキでは、次郎吉が用意した特別な展示室に世界最大級のタンザナイトが飾り付けられた椅子「青の玉座（アズール・スローン）」が展示されており、キッドの予告が届いていた。中森警部に展示室の仕掛けを一通り説明した次郎吉は、展示室の設計と施工を担当した業者を紹介し、彼らに仕掛けの最終チェックを任せる。チェックが一通り終わった直後に展示室の周辺が停電したため、警備室から駆け付けたコナンは、キッドと共に「青の玉座」に座った状態の業者の社長の遺体を発見する。無実を訴えるキッドの冤罪を晴らすべく、コナンはキッドに新一の変装をさせ、次郎吉の呼んだ協力者である白馬探と共に殺人事件の謎に挑む。                                                                                             |
| 324 | トラカゲが届けたSOS                                          | 消えた誘拐犯 奇妙なサイコロ 二拠点作戦                         | 105巻 106巻 | -           | 灰原と少年探偵団と下校中だったコナンは、途中で出会った野良猫が助けを求めるような内容の書かれたメモ用紙を咥えていることに気付く。一方、高木と共に徹夜の張り込み明けだった佐藤は、信号待ちの間にバイクの違法駐車を注意する。しかし、そのバイクに乗った人物は子供をさらった誘拐犯で、佐藤は捜査を担当する刑事から叱責と共に追跡の指示を受ける。追跡に集中するあまり、神奈川県に越境した佐藤たちはハプニングにより誘拐犯を見失うが、その場に居合わせた萩原千速と共に、犯人の追跡を続行する。コナンたち少年探偵団も電話で高木に事情を聞き、誘拐された子供の捜索を行う。 |
| 325 | 榎本梓誘拐事件                                               | 不審な来客 時限は零時 反撃の起爆剤                             | 106巻       | -           | コナンが蘭と園子、真純と共に喫茶「ポアロ」でマッチ棒パズルをしながら猟奇殺人犯の話をしていると、不審な客が3人居ることに気付く。その後、安室は店のハーブ入り塩（ソルト）が無くなりそうだと気付くが、最寄りの店では既に品切れであったことを梓に指摘され、コナンが梓と工藤邸の近くの店に買い出しに行くことになる。買い出しの帰路、怪しい人物たちに尾行されていることに気付いたコナンは安室に出迎えを依頼するが、安室たちが店外に出たところで、コナンと梓が車道を挟んだ歩道から忽然と姿を消し、梓が気付くと猟奇殺人犯の拠点と思われる場所で監禁されていた。コナンの探偵団バッジで状況を把握した安室たちは、誘拐犯の中に「ポアロ」に居た不審な客のうちの1人が居ると知り、救出に奔走する。                                                       |
| 326 | 「傀儡の悪魔」の呪い                                         | 朱殷色の開演 支子色の初日 鉛色の中日 薄墨色の前楽 茜色の千秋楽 | 106巻       | -           | コナンは蘭と小五郎と共に大阪を訪れ、平次と和葉と舞台の初日を観劇する。この舞台は小五郎と平次をモデルにした作品だが、2人を交えて打合せを行なった際に脚本家が演出家を殺害する事件が発生した（「大岡紅葉の甘い罠」）もので、2人のポジションには代役を急遽立てて開演に漕ぎ着けたものの、2人ともトラブルに遭っていた。コナンたちが楽屋挨拶に訪れると、出演者も殺害された演出家や役者どうしで因縁があることが明らかになる中、役者の1人が操り人形（マリオネット）のような格好で転落死する。臨場した大阪府警の大滝警部らにより事情聴取が行われるが、聴取の最中に似たような転落死が2件も発生してしまい、遠山刑事部長も臨場して事件解決に臨む。一方、平次は和葉への告白の機会を窺っていた。                                                          |
| 327 | 出会っていた5人組                                            | 邂逅相偶 快刀乱麻 一期一会                                     | 107巻       | -           | 蘭は、袋に書かれた暗号のような文字列と、小五郎が探偵事務所の蛇口を壊した様子を見て、幼少期に新一と会った5人組のことを思い出していた。その5人組は警察学校時代の松田・萩原・伊達・諸伏・降谷で、新一が公園の蛇口を壊してしまったところを助けてもらった。その後、5人に近くの空き家で怪奇現象に遭ったことを話し、そこで拾った暗号のような文字列の書かれた紙切れを見せると、その空き家へ5人を案内することになった。空き家には3人組が住み着いており、3人に事情を聞くことになる。 |
| 328 | 屍人の御燈の正体                                             | 屍人の御燈 火はまた燃える 火炎の後始末 託された証              | 107巻       | -           | コナンと哀は、阿笠博士の引率で少年探偵団と長野へスキー旅行に向かう。一行は、スキー旅行を風邪でキャンセルした小五郎と蘭を歓待するための準備をしていた長野県警察本部を訪れ、代わりに歓待を受ける。そこで、ホラー系の動画を配信している動画配信グループと出会った一行は、動画の撮影に同行することになる。今回、動画で撮影するのは死者の魂が身近なものに火を付ける「屍人の御燈（しびとのみあかし）」と呼ばれる怪現象で、実際に火災で亡くなったメンバーの名前を呼んでゲレンデで撮影した際は、出演者の上着の腕の部分に着火し、その後にメンバー同士で揉めた際も、1人が着ていた上着の背中から煙が出た。次の撮影場所に車で向かっていると、メンバーの1人の腕から着火してパニックで事故を起こし、コナンは上原・大和・諸伏を呼び、事件として捜査する。 |
| 329 | 大金と3人のウソつき                                          | 小五郎の密会 ウソつきは… 煙のように                            | 107巻       | -           | コナンは、蘭に連れられて様子のおかしい小五郎を尾行する。小五郎が蘭の誕生日プレゼントについて何者かと電話をしていると英理が現れ、一緒に尾行を続けることになる。何者かとカフェで落ち合った小五郎を追いかけていると、駅で同じような紙袋を持った男3人がぶつかり、騒ぎで尾行が発覚してしまう。紙袋の中身は、それぞれ大量の拳銃と血まみれの包丁やシャツと大金だったが、3人全員が大金の所有者であると主張する。そこで、小五郎と英理は近くのファミリーレストランで3人から話を聞くことになる。 |

## 作品データ
タイトル中の丸括弧は読みを、角括弧はエピソード名をそれぞれ表す。